# Bruay-la-Buissière
Pour les articles homonymes, voir Bruay.
Bruay-la-Buissière est une commune française située dans le département du Pas-de-Calais en région Hauts-de-France. Ses habitants sont appelés les Bruaysiens. La commune est membre de la communauté d'agglomération de Béthune-Bruay, Artois-Lys Romane.
Née en 1987 de la fusion des communes de Bruay-en-Artois et Labuissière, la commune de Bruay-la-Buissière, située dans le sud-est du département du Pas-de-Calais, à 8,7 km au sud-ouest de Béthune, est une commune du bassin minier du Nord-Pas-de-Calais. C’est une commune de type centre urbain intermédiaire, appartenant à l’unité urbaine de Béthune, avec une population de 21 997 habitants au dernier recensement de 2022, elle a connu un pic de population en 1954 avec 31 923 habitants.
Depuis 2012, la valeur universelle et historique du bassin minier du Nord-Pas-de-Calais est reconnue et inscrite sur la liste du patrimoine mondial de l’UNESCO, parmi les 353 sites du bassin minier inscrits au patrimoine mondial de l’UNESCO, six sites se trouvent dans la commune.
Sur le territoire communal se trouve cinq bâtiments qui font l’objet d’une inscription au titre des monuments historiques.
De 1850 à 1978, la ville abrite un grand centre d'exploitation charbonnière avec la Compagnie des mines de Bruay qui y implante ses fosses nos 1 - 1 bis, 2, 3 - 3 bis - 3 ter, et 4 - 4 bis - 4 ter.
Après la Première Guerre mondiale, la commune est décorée de la croix de guerre 1914-1918.

## Géographie

### Localisation
Localisée dans le sud-est du département du Pas-de-Calais, Bruay-la-Buissière se situe, à vol d'oiseau, à 8,7 kilomètres au sud-ouest de Béthune (chef-lieu d'arrondissement), à 19,8 km à l'ouest de Lens, à 25,4 km au nord-ouest d'Arras, à 39 km au sud-ouest de Lille et à 71,9 km au sud-est de Calais.
Le territoire de la commune est limitrophe de ceux de neuf communes.
Les communes limitrophes sont Calonne-Ricouart, Divion, Gosnay, Haillicourt, Hesdigneul-lès-Béthune, Houdain, Labeuvrière, Lapugnoy et Marles-les-Mines.

### Géologie et relief

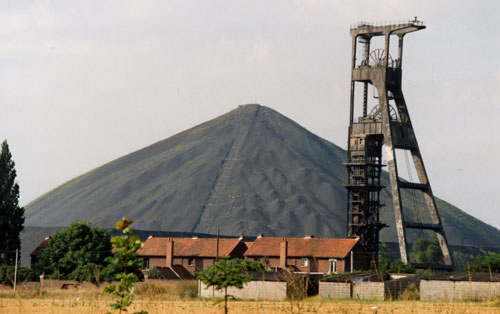
Le terril de Bruay.

La superficie de la commune est de 16,35 km2 ; son altitude varie de 30  à   106 m.
La géologie a joué un rôle important sur le territoire, puisque Bruay se situe au cœur du bassin minier du Nord-Pas-de-Calais. Le charbon a longtemps été exploité. En 1987, l'exploitation minière abandonnée le « 5 de Bruay » servait à produire du gaz naturel.

### Hydrographie
Le territoire de la commune est situé dans le bassin Artois-Picardie.
Bruay-la-Buissière est arrosée par quatre cours d'eau :
- la Lawe, cours d'eau naturel non navigable de 41 km, qui prend sa source dans la commune de Magnicourt-en-Comte, et se jette dans la Lys, au niveau de la commune de La Gorgue. La rivière, sous-affluent de l'Escaut, est restée à un état archaïque de canalisation[5],[6] ;
- la Biette, cours d'eau naturel non navigable de 8,94 km qui prend sa source dans la commune de Diéval[7] et affluent de la Lawe, rejoint celle-ci à l’ouest du territoire communal ;
- le Fossé d'Avesnes, cours d'eau d'une longueur de 9,41 km, qui prend sa source dans la commune d'Haillicourt et se jette dans la Blanche au niveau de la commune de Béthune[8] ;
- le Lapugnoy[9].

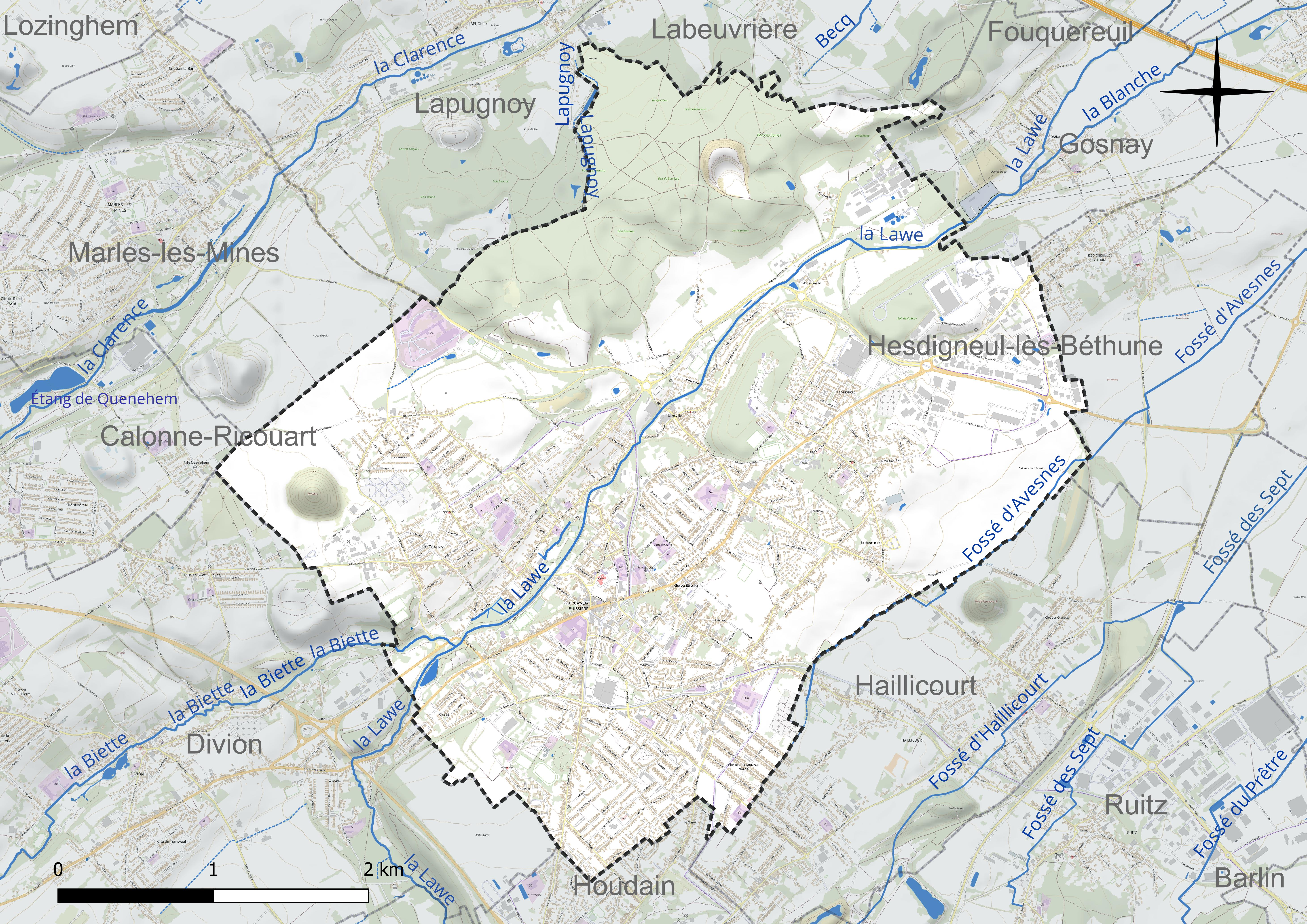
Réseau hydrographique de Bruay-la-Buissière[Note 1].
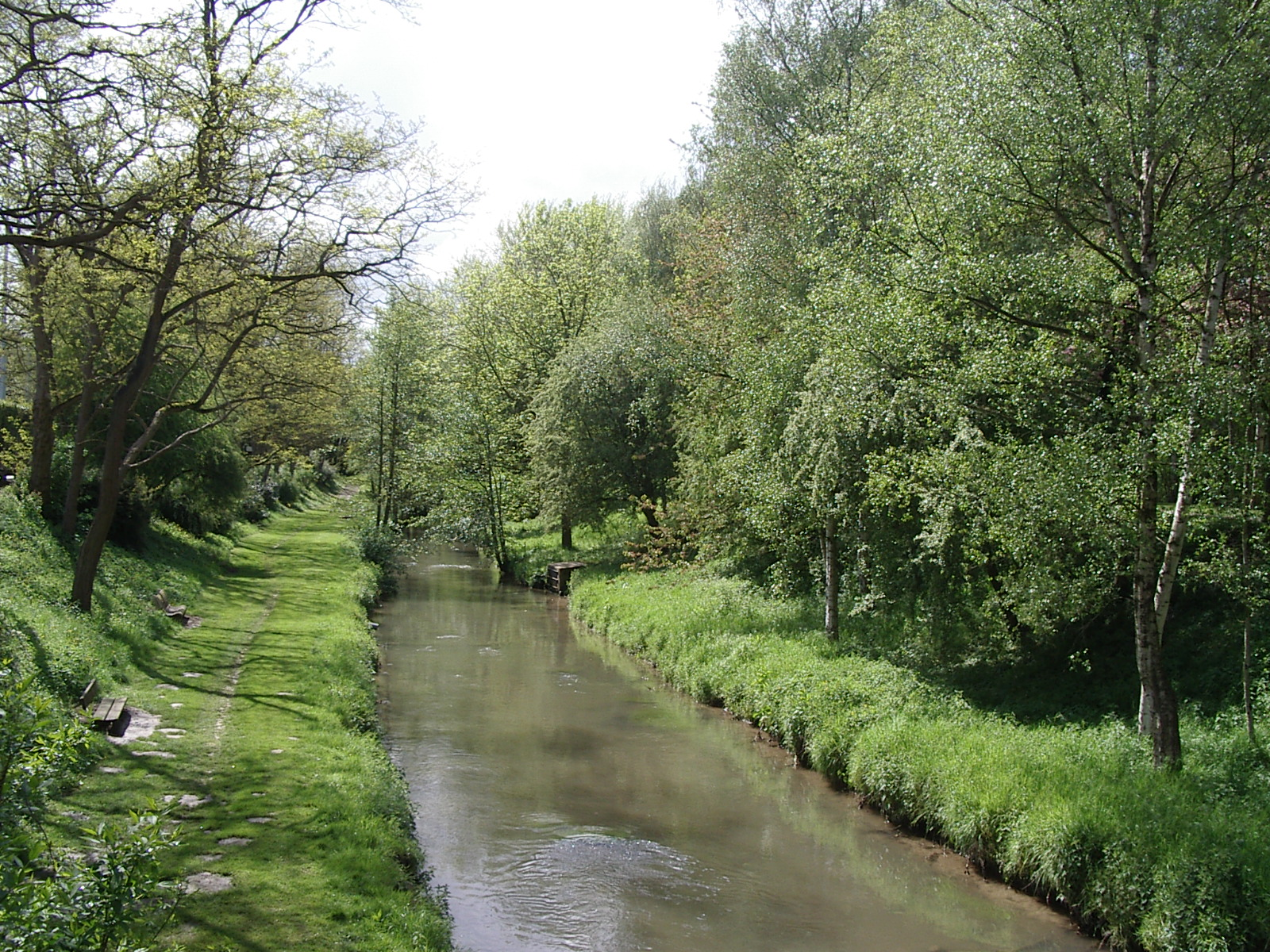
La Lawe.
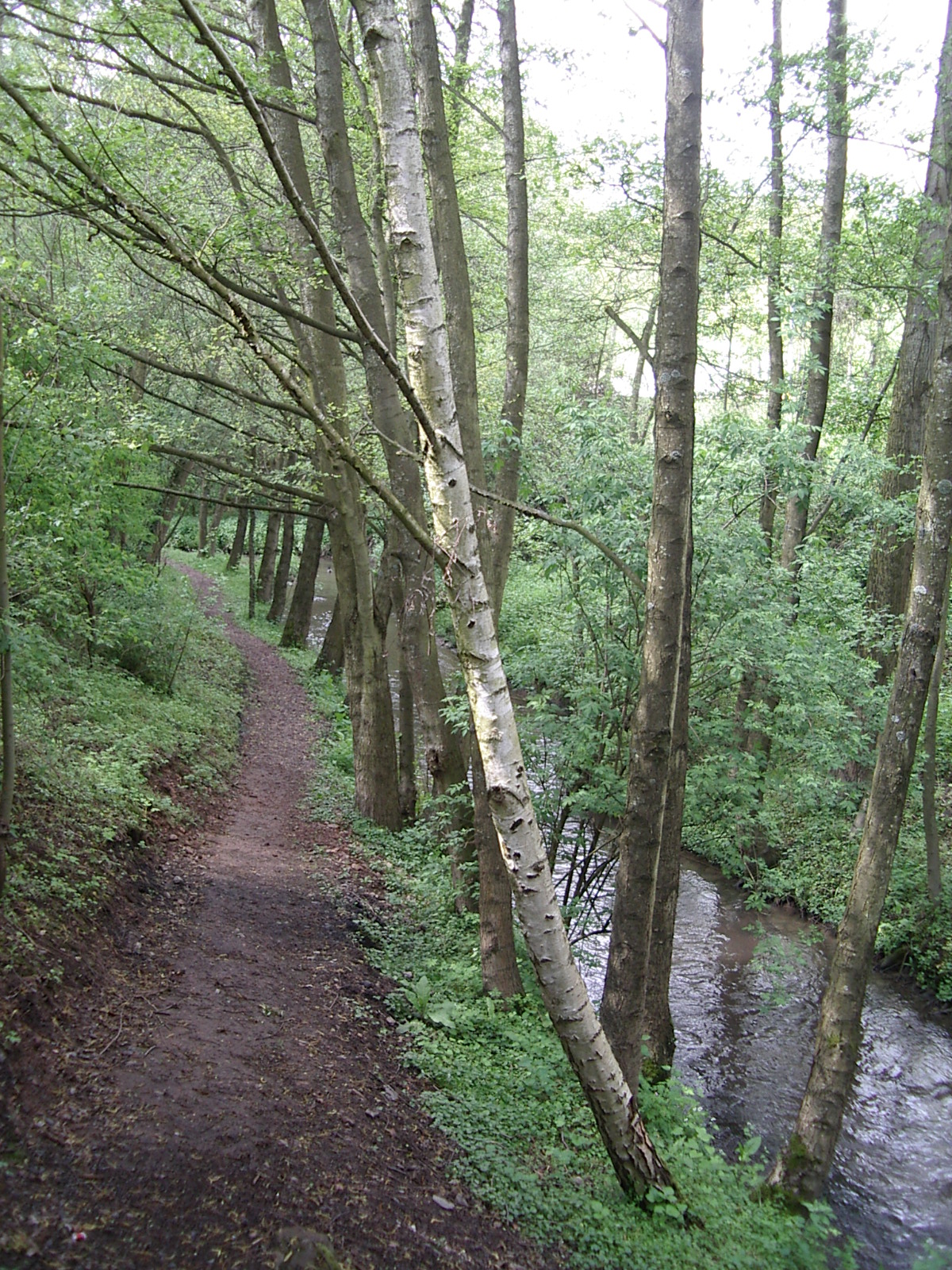
La Biette.

### Climat
Pour des articles plus généraux, voir Climat des Hauts-de-France et Climat du Pas-de-Calais.
En 2010, le climat de la commune est de type climat océanique dégradé des plaines du Centre et du Nord, selon une étude du CNRS s'appuyant sur une série de données couvrant la période 1971-2000. En 2020, Météo-France publie une typologie des climats de la France métropolitaine dans laquelle la commune est exposée à un climat océanique et est dans la région climatique Côtes de la Manche orientale, caractérisée par un faible ensoleillement (1 550 h/an) ; forte humidité de l’air (plus de 20 h/jour avec humidité relative > 80 % en hiver), vents forts fréquents.
Pour la période 1971-2000, la température annuelle moyenne est de 10,2 °C, avec une amplitude thermique annuelle de 14 °C. Le cumul annuel moyen de précipitations est de 795 mm, avec 13,4 jours de précipitations en janvier et 8,8 jours en juillet. Pour la période 1991-2020, la température moyenne annuelle observée sur la station météorologique la plus proche, située sur la commune de Lillers à 10 km à vol d'oiseau, est de 11,1 °C et le cumul annuel moyen de précipitations est de 731,5 mm,. Pour l'avenir, les paramètres climatiques de la commune estimés pour 2050 selon différents scénarios d'émission de gaz à effet de serre sont consultables sur un site dédié publié par Météo-France en novembre 2022.

### Milieux naturels et biodiversité

#### Espace protégé et géré
La protection réglementaire est le mode d’intervention le plus fort pour préserver des espaces naturels remarquables et leur biodiversité associée.
Dans ce cadre, on trouve sur le territoire de la commune un terrain géré (location, convention de gestion) par le conservatoire d'espaces naturels des Hauts-de-France : le bois des dames, d'une superficie de 140 ha.

#### Zones naturelles d'intérêt écologique, faunistique et floristique

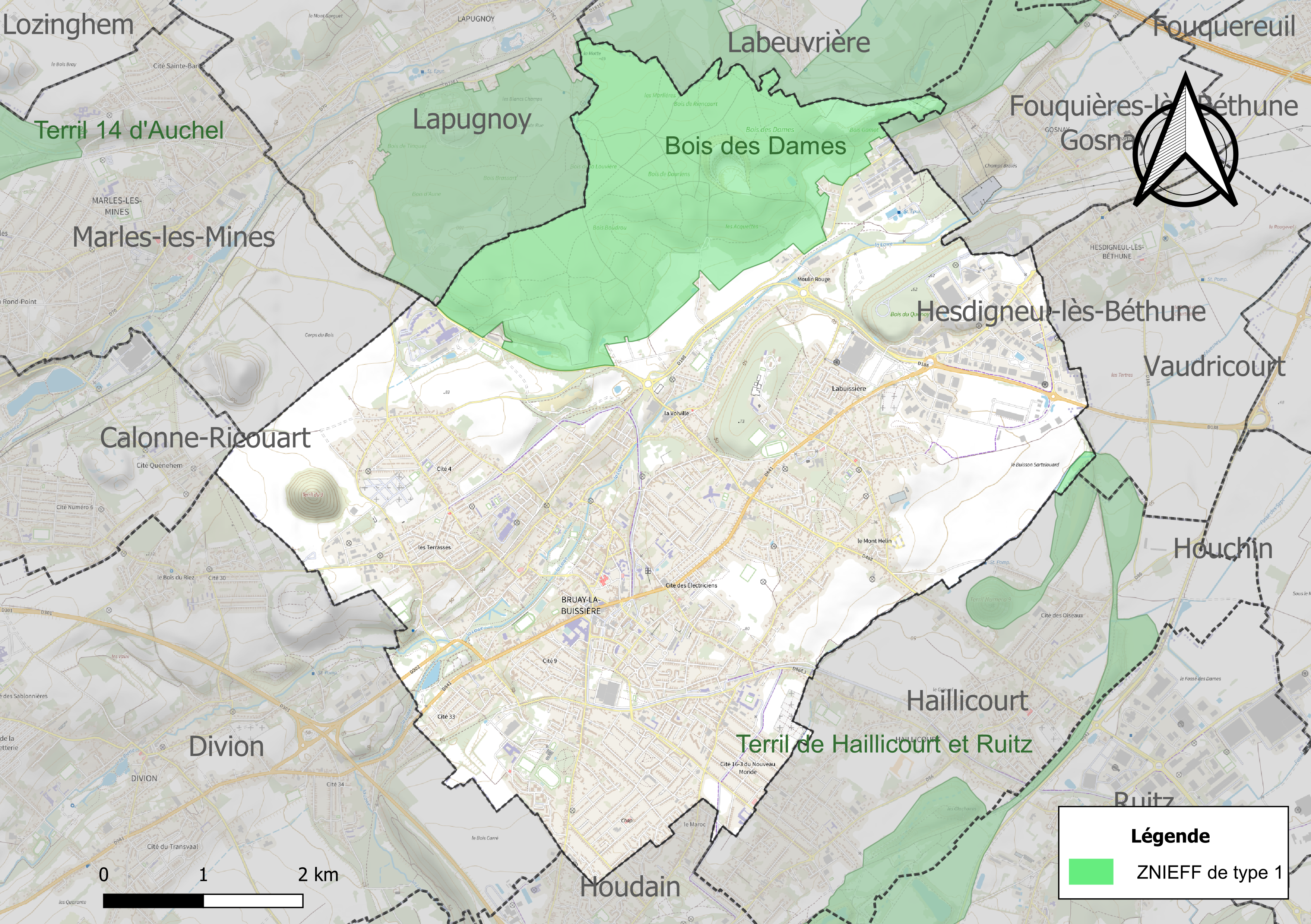
Carte des ZNIEFF sur la commune.

L’inventaire des zones naturelles d'intérêt écologique, faunistique et floristique (ZNIEFF) a pour objectif de réaliser une couverture des zones les plus intéressantes sur le plan écologique, essentiellement dans la perspective d’améliorer la connaissance du patrimoine naturel national et de fournir aux différents décideurs un outil d’aide à la prise en compte de l’environnement dans l’aménagement du territoire.
Le territoire communal comprend deux ZNIEFF de type 1 :
- le bois des Dames, d’une superficie de 634 ha et d'une altitude variant de 36  à   76 mètres. La ZNIEFF est constituée, pour une grande partie, par le bois des Dames qui s'étend sur près de 401, situé sur les communes de Bruay-la-Buissière, Gosnay, Lapugnoy, Labeuvrière[18]. C'est l'une des deux forêts de protection de la région Nord-Pas-de-Calais, instituée en 1984 en application du code forestier[19],[20] C'est un élément important de la trame verte régionale, qui doit aussi être connecté à la trame bleue dans le cadre du Schéma d'Aménagement et de Gestion des Eaux (SAGE) de la Lys, via le corridor de la vallée de la Lawe à connecter à la ceinture verte de Béthune[21],[22] ;
- le terril de Haillicourt et de Ruitz, d’une superficie de 157 ha et d'une altitude variant de 49  à   180 mètres. Ce site, qui est composé de deux terrils coniques jumeaux (terrils 2 et 3) de 180 m d’altitude, accueille une biodiversité importante en raison de nombreux habitats présents et a la particularité d'avoir des zones humides suspendues situées sur des terrasses[23].

## Urbanisme

### Typologie
Au 1er janvier 2024, Bruay-la-Buissière est catégorisée centre urbain intermédiaire, selon la nouvelle grille communale de densité à sept niveaux définie par l'Insee en 2022.
Elle appartient à l'unité urbaine de Béthune, une agglomération inter-départementale regroupant 94  communes, dont elle est ville-centre,,. Par ailleurs la commune fait partie de l'aire d'attraction de Bruay-la-Buissière, dont elle est la commune-centre,. Cette aire, qui regroupe 2 communes, est catégorisée dans les aires de moins de 50 000 habitants,.

### Occupation des sols

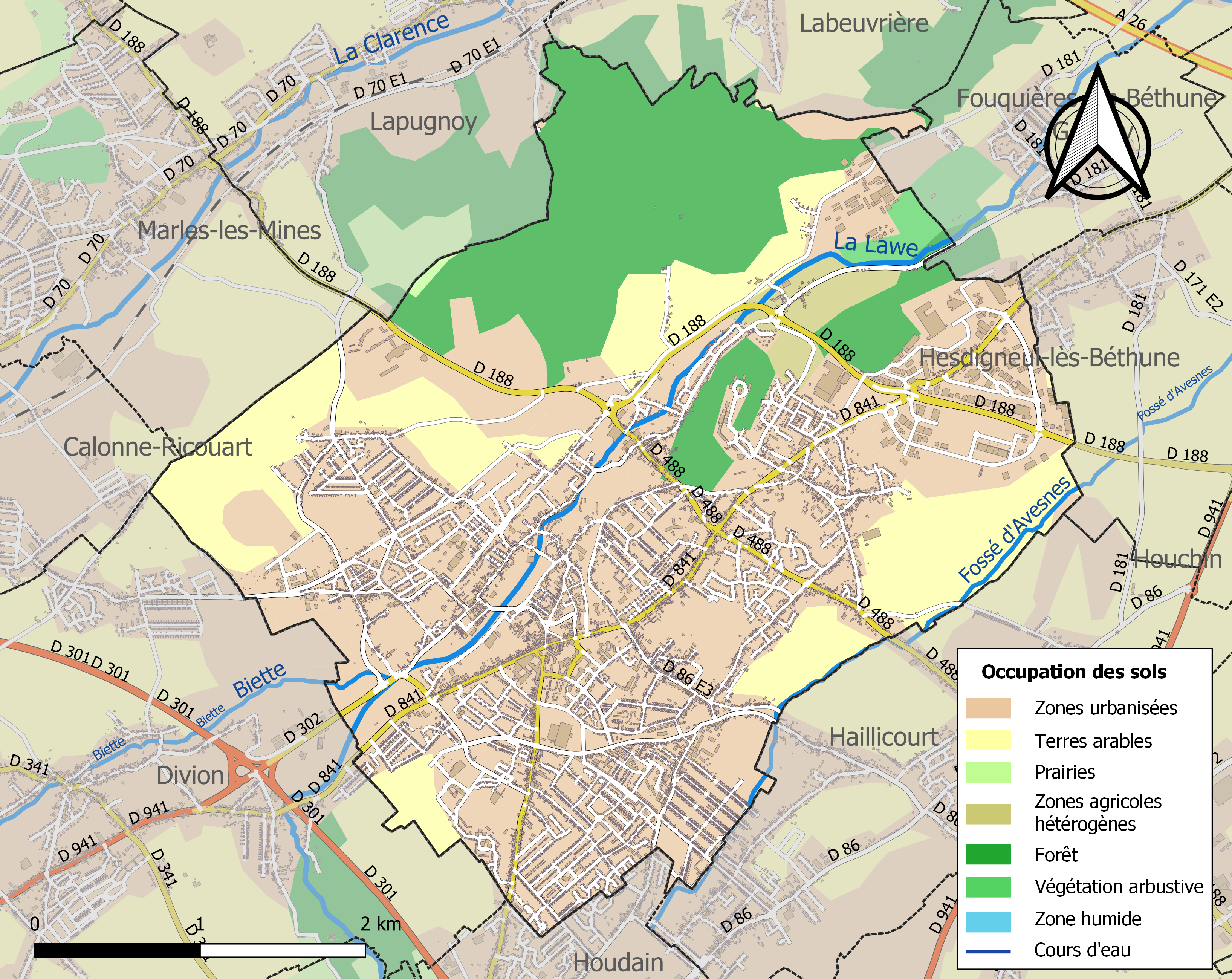
Carte des infrastructures et de l'occupation des sols de la commune en 2018 (CLC).

L'occupation des sols de la commune, telle qu'elle ressort de la base de données européenne d’occupation biophysique des sols Corine Land Cover (CLC), est marquée par l'importance des territoires artificialisés (62,4 % en 2018), en augmentation par rapport à 1990 (59,1 %). La répartition détaillée en 2018 est la suivante : zones urbanisées (46 %), forêts (17,9 %), terres arables (16,6 %), zones industrielles ou commerciales et réseaux de communication (12 %), mines, décharges et chantiers (2,5 %), zones agricoles hétérogènes (2,1 %), espaces verts artificialisés, non agricoles (1,8 %), milieux à végétation arbustive et/ou herbacée (0,8 %), prairies (0,2 %). L'évolution de l’occupation des sols de la commune et de ses infrastructures peut être observée sur les différentes représentations cartographiques du territoire : la carte de Cassini (XVIIIe siècle), la carte d'état-major (1820-1866) et les cartes ou photos aériennes de l'IGN pour la période actuelle (1950 à aujourd'hui).

### Morphologie urbaine

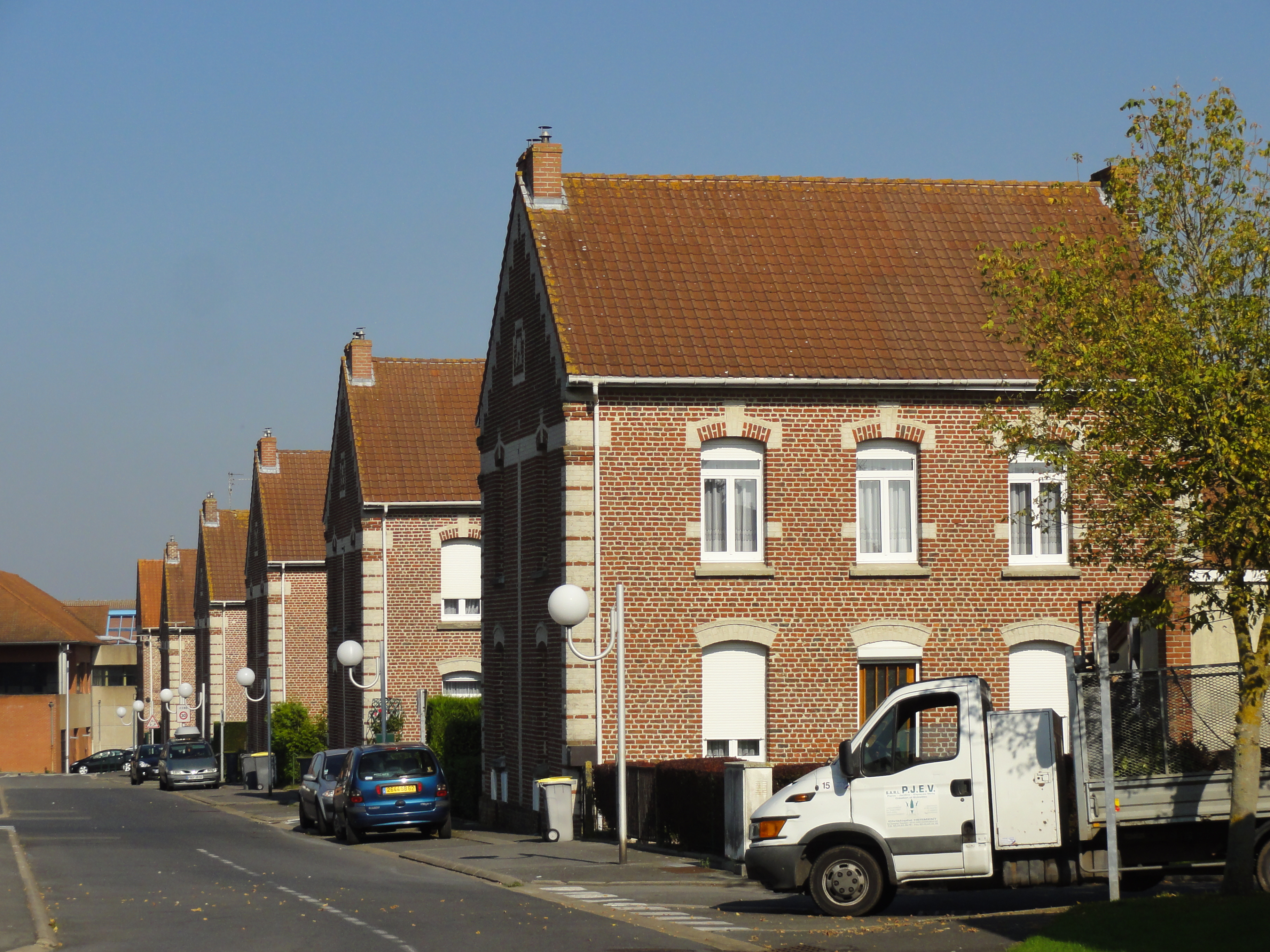
Cité de la fosse no 4.

Après la Première Guerre mondiale afflue une forte population immigrante, essentiellement polonaise, et il est nécessaire de construire de nouvelles cités ou corons. De 1855 à 1913, la population passe de 700 à 18 000 habitants, puis à 31 705 habitants en 1946. Depuis plusieurs années s'est engagée une politique de restructuration des quartiers miniers. Dès 1970, la ville cherche à se doter d'un véritable centre, qui prendra la forme de la « ZAC des Provinces ». En 1978, le plan de restructuration de Bruay est cité comme exemple de réhabilitation d'une ville du bassin minier par le Comité interministériel d'aménagement et de développement du territoire. Une deuxième tranche de travaux lancée en 1979 concerne près de 1 000 logements, des bureaux, des commerces et des équipements publics. En 1980 est créé un secteur piétonnier.
D'autres quartiers sont concernés par la restructuration urbaine : Le Nouveau Monde, Les Terrasses et le quartier Loubet, avec la création de nouvelles voiries, d'activités ou d'équipements publics, la démolition ou la rénovation de logements anciens.
La rénovation urbaine se poursuit avec le lancement par la municipalité en 2009 de la démolition de barres d'immeubles. Les premiers quartiers impliqués sont le quartier de la Gare et le quartier du Stade-Parc, travaux finalisés en 2011.

### Habitat et logement
En 2020, le nombre total de logements dans la commune était de 10 865, alors qu'il était de 10 631 en 2015 et de 10 937 en 2010.
Parmi ces logements, 89,8 % étaient des résidences principales, 0,8 % des résidences secondaires et 9,4 % des logements vacants. Ces logements étaient pour 77,4 % d'entre eux des maisons individuelles et pour 20,1 % des appartements.
Le tableau ci-dessous présente la typologie des logements à Bruay-la-Buissière en 2020 en comparaison avec celle du Pas-de-Calais et de la France entière. Une caractéristique marquante du parc de logements est ainsi une proportion de résidences secondaires et logements occasionnels (0,8 %) inférieure à celle du département (6,5 %) et à celle de la France entière (9,7 %). Concernant le statut d'occupation de ces logements, 34 % des habitants de la commune sont propriétaires de leur logement (33,4 % en 2015), contre 57,8 % pour le Pas-de-Calais et 57,5 pour la France entière.
| Typologie                                               | Bruay-la-Buissière | Pas-de-Calais | France entière |
| ------------------------------------------------------- | ------------------ | ------------- | -------------- |
| Résidences principales (en %)                           | 89,8               | 86,1          | 82,1           |
| Résidences secondaires et logements occasionnels (en %) | 0,8                | 6,5           | 9,7            |
| Logements vacants (en %)                                | 9,4                | 7,5           | 8,2            |

### Projets d'aménagement
La friche de la cité des électriciens, qui accueillit le tournage d'une scène de Bienvenue chez les Ch'tis en 2007, a fait l'objet d'un ambitieux projet urbain. Le nouveau quartier réhabilité (la cité des électriciens), qui constitue l'un des cinq grands sites de la mémoire minière du Nord-Pas-de-Calais, a été inauguré en mai 2019,.

### Voies de communications et transports

#### Voies routières
Bruay-la-Buissière est située sur la route départementale 941 de Béthune à Saint-Pol-sur-Ternoise. La route départementale 341, ancienne route romaine d'Arras à Thérouanne dite chaussée Brunehaut, passe dans le sud-ouest de la commune.
La route départementale 301, prolongement de l'autoroute A21 ou « rocade minière » qui relie l'A2 au sud de Valenciennes à l'A26 à l'ouest de Lens, passe sud de la commune.

#### Transports en commun
Bruay-la-Buissière est desservie par le réseau de bus Tadao, qui couvre un territoire de 750 km2 peuplé de plus de 610 000 habitants, incluant les agglomérations de Lens et Béthune et s'étendant de Leforest à l'est jusque Cauchy-à-la-Tour à l'ouest. Le réseau, exploité par la société Transdev Artois-Gohelle, transporte plus de 15 millions de voyageurs chaque année.
La commune se trouve à 5 km de la gare de Calonne-Ricouart, située sur la ligne de Fives à Abbeville, desservie par des trains TER Hauts-de-France.
La commune était située sur la ligne de Bully - Grenay à Brias, une ancienne ligne de chemin de fer qui reliait, de 1875 à 1990, Bully-les-Mines à Brias.

### Risques naturels et technologiques
La commune est soumise à des risques d'affaissement minier en cas d'inondation. Le rehaussement de la digue de Bruay a été achevé en 2009, et sera suivi dans le cadre du Plan de prévention des risques miniers animé par la DREAL. Le risque sismique est faible sur l'ensemble du territoire communal (zone 2 sur 5 du zonage mis en place en mai 2011), comme dans la majorité du Pas-de-Calais.

## Toponymie
Le nom de la commune trouve son origine en 1987 de la fusion des communes de Bruay-en-Artois et Labuissière.

### Bruay
Le nom de la localité est attesté sous les formes Bruhaium (975), Bruai (1000), Bruel (1100), Bruay (1127), Bruacum (1152), Bruiaum (1269), Bruai (1279), Bruaium (1296), Bruyai (1346), Bruais-lès-Buissières (1380), Brouay (1474), Broüay (1720), Bruay (1793), Bruay (1801), Bruay-les-Mines (1919), Bruay-en-Artois (1924) et Bruay-la-Buissière depuis 1987.
Le nom « Bruay » viendrait de Brugus, nom d'homme gaulois.
Bruay : Bruwaei en flamand.

### La Buissière
Le nom de la localité est attesté sous les formes Buxeria (1189), Busceria (1220), Bouisseria (1246), Le Boischiere, Le Bousciere et Le Buixière (1274), Le Boissière (1275), Bouxière (1285), Boschéria (XIIIe siècle), La Boesère (1318), Buxière (1332), La Bouchière (1340), Le Bouyssière (1343), Boixière (1360), Le Boussière (1467), Boussières (1469), Le Bouchierre (1530), La Boussire (1554), La Buissière (1720), La Busière (1725), La Bussiere (1793), La Buissière et Labussière (1801) et Bruay-la-Buissière depuis 1987.
Du latin Buxaria (buxus + suffixe aria). De l'oïl buissière « ensemble de buis », « lieu couvert de buis ».

## Histoire

### Préhistoire
L'homme de Néandertal occupe la région, à proximité d'Arras, il y a 200 000 ans. À partir de 10000 av. J.-C., l'occupation par l'homme moderne autour de Béthune, est attestée par différentes découvertes.

### Antiquité
Divers vestiges d'époque romaine ont été mis au jour depuis le 19e s. dont deux cimetières à incinération, des puits, des fondations, des amphores et du mobilier céramique. L'ensemble le plus significatif reste un atelier de potiers, l'un des plus grands du nord de la Gaule, où cent cinquante fours de production, treize puits maçonnés, de nombreuses structures liées à la fabrication de céramique et plusieurs édifices ont été découverts.

### Moyen Âge
Sous Charlemagne, vers 800 apr. J.-C., le Béthunois compte 4 000 à 5 000 habitants. Cette population est multipliée par 10 dans les 500 années qui suivent.
En 1139-40, Baudouin de Bruay, en latin Balduinus de Bruaico, fait partie de l'entourage du seigneur de Lillers.
Vers 1250, Bruay fait partie des terres de Béthune, possédées durant près de trois siècles par la seigneurie des avoués. Bien que l'agglomération de Béthune ne soit pas au cœur des axes de circulation principaux, il existe un péage au Moyen Âge à Bruay ; mais son rendement s'effondre à chaque guerre. La richesse agronomique des sols entraîne une certaine prospérité du Béthunois vers 1300.
Les Flamands attaquent le secteur durant la guerre de Cent Ans (XIVe siècle - XVe siècle). En 1500, Béthune est sous domination espagnole. En 1645, Béthune est assiégée ; le traité des Pyrénées de 1659 (Louis XIV) confirme le rattachement de ces terres à la France.

### Temps modernes
En 1603, par lettres données à Bruxelles, la terre et seigneurie de Bruay est érigée en comté au bénéfice de don Gaston Spinola, chevalier de l'ordre de Saint-Jacques, gouverneur de Limbourg, dont la vie entière s'est passée sur les champs de bataille et qui a eu trois frères tués à la guerre. Il obtient ce titre du fait de son épouse Marie de Renty, dame d'Embry et de Bruay.
En 1698, Philippe-Charles-Frédéric Spinola est seigneur de Bruay et gouverneur de Namur. Il vend cette année là les terres de Cœurlu (sur Affringues), Haffringues (Affringues) et Waudringhen (Vaudringhen), pour 46 400 livres de deniers capitaux et 603 de présents et messes.

### Époque contemporaine

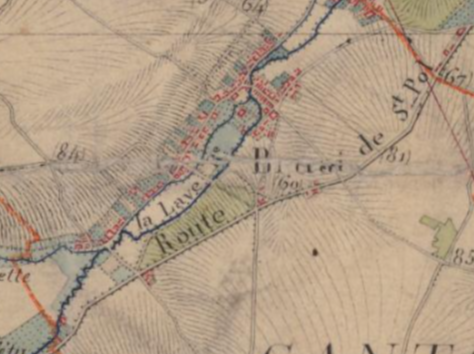
Bruay avant l'exploitation minière.

#### Avant 1850
Avant 1850, Bruay-en-Artois était un petit village établi sur les rives de la Lawe, bien moins peuplé que Houdain. C'est avec l'arrivée des exploitations minières que la ville se développe.

#### Bruay au cœur du bassin minier

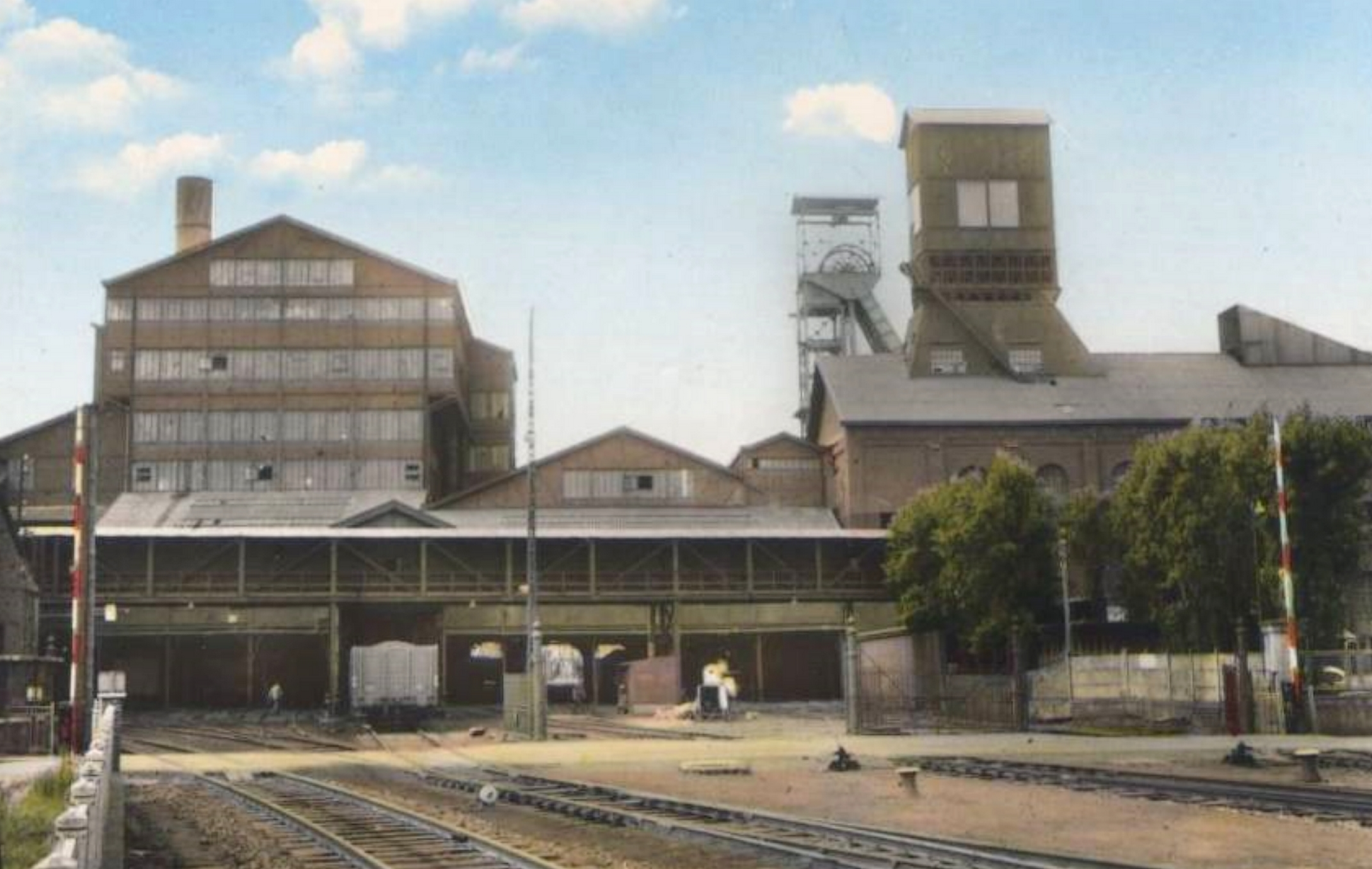
Puits 3 et 3 bis de la Compagnie des mines de Bruay.

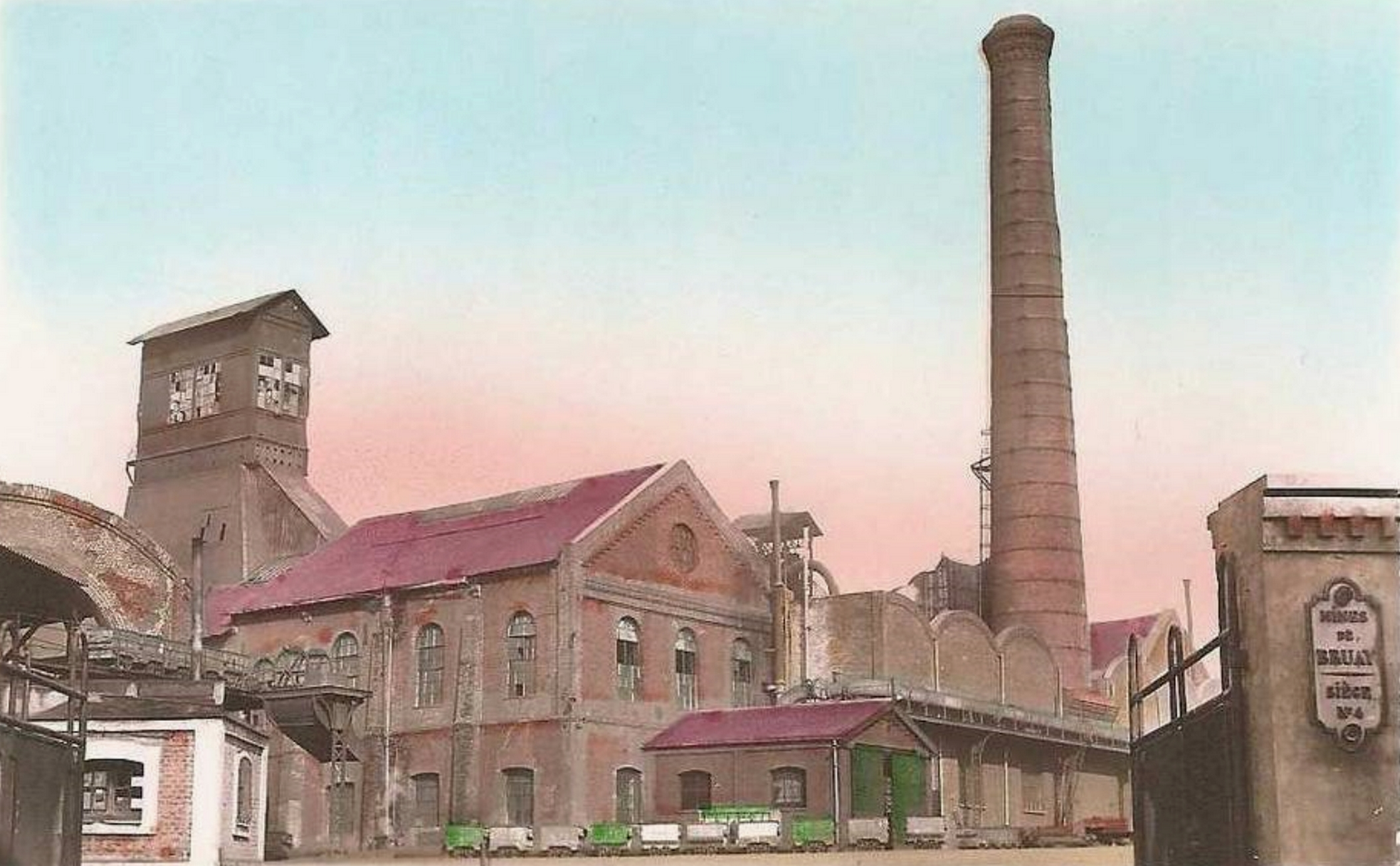
Puits 4 et 4 bis de la Compagnie des mines de Bruay.

À partir de 1850, Bruay est le siège de la Compagnie des mines de Bruay. Plusieurs fosses ouvrent à partir de 1852 et jusqu'en 1909 sur son territoire (six puits numérotés de 1 à 6) ainsi que des usines. À son apogée (dans la première moitié du XXe siècle), la Compagnie des mines de Bruay exploite dix-huit puits de mine répartis sur huit sites de production situés à Bruay-la-Buissière, Haillicourt, Divion et Houdain. Elle possède plus de 80 % du territoire communal.
La commune est décorée de la croix de guerre 1914-1918 par décret du 25 septembre 1920, distinction également attribuée à 276 autres communes du Pas-de-Calais.
Après la Première Guerre mondiale, pour laquelle 4000 Bruaysiens sont mobilisés, les compagnies font venir des Belges, Italiens, Polonais pour reconstruire un bassin dévasté. Parmi eux, de nombreux « mineurs westphaliens », d'origine polonaise, d'abord installés dans la Ruhr et qui se font ensuite embaucher par les industriels français du charbon, grâce à leur savoir-faire. Bruay devient ainsi une « capitale polonaise » ; en 1939, 90 % des abatteurs sont polonais. C'est à Bruay-en-Artois qu'a été formée la première communauté polonaise où le premier prêtre fut Wincenty Helenowski. Cette communauté se rencontrait dans l’église Sainte-Barbe de Bruay (où maintenant le culte religieux n’existe plus), mais à cette époque les Polonais de toute de la région de Bruay, Divion, Houdain, Haillicourt se rassemblaient pour les offices. Depuis mai 1921, la paroisse polonaise de Bruay devint indépendante avec des registres conformes à la mission. Dix ans après, cette communauté eut sa propre chapelle, celle du Sacré-Cœur, place Guynemer à Bruay,.
Durant la Seconde Guerre mondiale, des mouvements de résistance s'organisent, alors que les mines sont un lieu stratégique d'approvisionnement en énergie pour les Allemands. Il y a 465 fusillés dans le Pas-de-Calais ; 40 % sont des mineurs, 35 % des étrangers, Polonais pour l'essentiel. Près de 3 000 résistants du département sont déportés, plus de la moitié meurent. En juin 1941, 100 000 mineurs font grève dans tout le bassin minier pour l'amélioration des conditions de travail et contre l'occupant. Arrestations, déportations, surveillance - parfois violente - des corons (et instauration d'un couvre-feu), fermeture des cafés, restaurants, cinémas s'ensuivent, jusqu'à la reprise du travail,.

### Après la Seconde Guerre mondiale
En 1956, la fermeture des mines s'organise à l'ouest du bassin minier, du côté de Béthune et Bruay. La plasturgie se développe et emploie 4 000 personnes dans le secteur de Béthune - Bruay ; dans ce domaine, Plastic Omnium s'implante à Bruay.
Le nom de la commune a été souvent évoqué depuis 1972 en raison d'une affaire criminelle non élucidée, l'affaire de Bruay-en-Artois, qui connut un grand retentissement dans les médias nationaux.

## Politique et administration

### Rattachements administratifs et électoraux
La commune, constituée par l'association en 1987 de celles de Bruay-en-Artois et de Labuissière, se trouve dans l'arrondissement de Béthune du département du Pas-de-Calais. Pour l'élection des députés, elle fait partie depuis 1986 de la dixième circonscription du Pas-de-Calais.
Bruay-en-Artois faisait partie de 1793 à 1962 du canton de Houdain, année où elle devient le chef-lieu du canton de Bruay-en-Artois. En 1991, le territoire communal est réparti entre les cantons de canton de Houdain et de canton de Bruay-la-Buissière. Dans le cadre du redécoupage cantonal de 2014 en France, ce canton, dont la commune est toujours membre, est modifié, passant de 23 à 70 communes.

### Intercommunalité
La commune faisait partie de la communauté d'agglomération de l'Artois, dite Artois Com, créée fin 2001.
Dans le cadre des dispositions de la loi portant nouvelle organisation territoriale de la République (Loi NOTRe) du 7 août 2015, qui prévoit que les établissements publics de coopération intercommunale (EPCI) à fiscalité propre doivent avoir un minimum de 15 000 habitants, celle-ci fusionne avec les intercommunalités voisines, formant, le 1er janvier 2017, la communauté d'agglomération de Béthune-Bruay, Artois-Lys Romane, conformément à l'arrêté préfectoral du 13 septembre 2016.

### Tendances politiques et résultats

#### Élections législatives
Résultats des seconds tours ou des deux meilleurs scores du premier tour si dépassement de 50 % :
- Élections législatives de 1993 : 100,00 % pour Serge Janquin (PS). Le taux de participation était de 52,52 %.
- Élections législatives de 1997 : 100,00 % pour Serge Janquin (PS). Le taux de participation était de 51,64 %.
- Élections législatives de 2002 : 72,70 % pour Serge Janquin (PS), 27,30 % pour Isabelle Morel (UMP). Le taux de participation était de 53,79 %.
- Élections législatives de 2007 : 72,53 % pour Serge Janquin (PS), 27,47 % pour Isabelle Morel (UMP). Le taux de participation était de 54,78 %.
- Élections législatives de 2012 : 67,95 % pour Serge Janquin (PS), 32,05 % pour Monique Lamare (FN). Le taux de participation était de 47,96 %.
- Élections législatives de 2017 : 51,89 % pour Ludovic Pajot (FN), 48,11 % pour Laurence Deschanel (LREM). Le taux de participation était de 39,31 %.
- Élections législatives de 2022 : 75,43 % pour Thierry Frappé (RN), 24,47 % pour Michel Dagbert (TdP). Le taux de participation était de 41,37 %.
- Élections législatives de 2024 : 66,91 % pour Thierry Frappé (RN), 17,18 % pour Emmanuelle Leveugle (PS). Le taux de participation était de 59,01 %.

#### Élections européennes
Résultats des deux meilleurs scores :
- Élections européennes de 1994 : 24,86 % pour Michel Rocard (PS), 13,34 % pour Bernard Tapie (MRG). Le taux de participation était de 47,59 %.
- Élections européennes de 1999 : 35,12 % pour François Hollande (PS), 9,68 % pour Robert Hue (PCF). Le taux de participation était de 40,15 %.
- Élections européennes de 2004 : 44,38 % pour Henri Weber (PS), 13,71 % pour Carl Lang (FN). Le taux de participation était de 36,87 %.
- Élections européennes de 2009 : 31,96 % pour Gilles Pargneaux (PS), 12,09 % pour Marine Le Pen (FN). Le taux de participation était de 33,35 %.
- Élections européennes de 2014 : 43,04 % pour Marine Le Pen (FN), 15,86 % pour Gilles Pargneaux (PS). Le taux de participation était de 35,87 %.
- Élections européennes de 2019 : 46,67 % pour Jordan Bardella (RN), 10,37 % pour Nathalie Loiseau (LREM). Le taux de participation était de 47,68 %.
- Élections européennes de 2024 : 63,45 % pour Jordan Bardella (RN), 7,75 % pour Valérie Hayer (RE). Le taux de participation était de 48,36 %.

#### Élections régionales
Résultats des seconds tours :
- Élections régionales de 2004 : 64,46 % pour Daniel Percheron (PS), 19,68 % pour Carl Lang (FN), 15,86 % pour Jean-Paul Delevoye (UMP). Le taux de participation était de 57,57 %.
- Élections régionales de 2010 : 63,17 % pour Daniel Percheron (PS), 23,46 % pour Marine Le Pen (FN), 13,37 % pour Valérie Létard (UMP). Le taux de participation était de 44,40 %.
- Élections régionales de 2015 : 50,36 % pour Marine Le Pen (FN), 49,64 % pour Xavier Bertrand (LR). Le taux de participation était de 52,98 %.
- Élections régionales de 2021 : 50,05 % pour Sébastien Chenu (RN), 33,52 % pour Xavier Bertrand (LR), 16,43 % pour Karima Delli (EÉLV). Le taux de participation était de 34,86 %.

#### Élections départementales
Résultats des seconds tours :
- Élections départementales de 2015 : 56,97 % pour Bernard Cailliau et Isabelle Levent (PS), 43,03 % pour Maryvonne Clergé et Jérémy Degréaux (FN). Le taux de participation était de 44,36 %.
- Élections départementales de 2021 : 69,21 % pour Ludovic Pajot et Marie-Line Plouviez (RN), 30,79 % pour Dany Clairet (DVG) et Isabelle Levent-Ruckebusch (PS). Le taux de participation était de 34,96 %.

#### Élections cantonales
Résultats des seconds tours ou des deux meilleurs scores du premier tour si dépassement de 50 % :
- Élections cantonales de 1994 : 51,73 % pour Pierre Moreau (PS), 16,20 % pour Annick Duhamel (PCF). Le taux de participation était de 57,93 %.
- Élections cantonales de 2001 : 58,63 % pour Pierre Moreau (PS), 14,78 % pour Annick Duhamel (PCF). Le taux de participation était de 55,87 %.
- Élections cantonales de 2008 : 57,68 % pour Bernard Cailliau (PS), 15,57 % pour Annick Duhamel (PCF). Le taux de participation était de 54,97 %.

#### Élections municipales
Résultats des seconds tours ou des deux meilleurs scores du premier tour si dépassement de 50 % :
- Lors du premier tour des élections municipales de 2008 dans le Pas-de-Calais, la liste PS-DVG menéee par le maire sortant Alain Wacheux obtient la majorité absolue des suffrages exprimés, avec 5 981 voix (73,22 %, 31 conseillers municipaux élus), devançant très largement celle Les Verts menée par Lisette Sudic, qui a recueilli 2 187 voix (26,78 %, 4 conseillers municipaux élus).
Lors de ce scrutin, 45,29 % des électeurs se sont abstenus[63].

- Lors du second tour des élections municipales de 2014 dans le Pas-de-Calais, la liste PS menée par le maire sortant Alain Wacheux obtient la majorité des suffrages exprmés, avec 4 016 voix (48,54 %, 26 conseillers municipaux élus dont 10 communautaires), devançant celles menées respectivement par[64] : 
  - Maryvonne Clerge (FN, 3 333 voix, 7 conseillers municipaux élus dont 3 communautaires) ;
  - Lisette Sudic (924 voix, 11,16 %, 2 conseillers municipaux élus).
Lors de ce scrutin, 46,19 % des électeurs se sont abstenus.

- lors du second tour des élections municipales de 2020 dans le Pas-de-Calais, la liste RN menée par Ludovic Pajot[65] obtient la majorité absolue des suffrages exprimés, avec 3 400 voix (51,98 %, 27 conseillers municipaux élus dont 8 communautaires), devançant de 260 voix celle DVG-EELV menée par Bernard Caillau[66], qui a recueilli 3 140 voix (48,01 %, 8 conseillers municipaux dont 2 communautaires).
La liste DVG menée par le maire sortant Olivier Switaj, arrivée troisième au premier tour, s'est retirée au second.
Lors de ce scrutin marqué par la Pandémie de Covid-19 en France, 56,43 % des électeurs se sont abstenus[67].

### Administration municipale
Compte tenu du nombre d'habitants de la commune, le nombre de membres de son conseil municipal est de 35, y compris le maire et ses adjoints.

#### Liste des maires
Depuis la création de la commune en 1987, cinq maires se sont succédé :
| Les données manquantes sont à compléter.                                  |                                 |                     |              | |
| 1879                                                                      | 1900                            | Alfred Leroy        | Républicain  | Employé puis directeur général de la compagnie des mines de Bruay Sénateur du Pas-de-Calais (1900 → 1901) Conseiller général d'Houdain (1888 → 1901) |
| 1900                                                                      | 1919                            | Jules Elby          | Républicain  | Gendre d'Alfred Leroy Directeur général de la compagnie des mines de Bruay Conseiller général d'Houdain (1901 → 1919) |
| 1919                                                                      | 1944                            | Henri Cadot,        | SFIO         | Ancien délégué mineur Député du Pas-de-Calais (1914 → 1931 et 1936 → 1942) Sénateur du Pas-de-Calais (1931 → 1936) Démissionnaire |
| 1944                                                                      | 1945                            | Ernest Wéry         | SFIO         | Mineur puis délégué mineur |
| 1945                                                                      | 1947                            | M. Sauvet           | PCF          | |
| 1947                                                                      | 1949                            | Ernest Wéry         | SFIO         | Mineur puis délégué mineur Conseiller général d'Houdain (1945 → 1949) Mort en fonction |
| 1949                                                                      | 1959                            | Télesphore Caudron, | SFIO         | Ingénieur des mines Député du Pas-de-Calais (10e circ.) (1958 → 1959) Conseiller général d'Houdain (1958 → 1959) Chevalier de la Légion d'honneur Mort en fonction |
| 1959                                                                      | 1965                            | Désiré Decats       | SFIO         | Mineur |
| 1965                                                                      | 1987                            | Marcel Wacheux      | SFIO puis PS | Professeur de collège Député du Pas-de-Calais (10e circ.) (1981 → 1993) Conseiller général de Bruay-en-Artois (1976 → 1988) |
| 9 février 1987 : fusion des communes de Bruay-en-Artois et de Labuissière |                                 |                     |              | |
| 1987                                                                      | 1988                            | Marcel Wacheux      | PS           | Professeur de collège Député du Pas-de-Calais (10e circ.) (1981 → 1993) Conseiller général de Bruay-la-Buissière (1976 → 1988) |
| 1988                                                                      | 1999                            | Serge Janquin       | PS           | Professeur certifié de sciences économiques et sociales Député du Pas-de-Calais (10e circ.) (1993 → 2017) Conseiller régional du Nord-Pas-de-Calais (1992 → 1995) Démissionnaire |
| 1999                                                                      | juillet 2017                    | Alain Wacheux       | PS           | Fils de Marcel Wacheux Conseiller général d'Houdain (2004 → 2010). Président de la CA de l'Artois (2002 → 2016) Président de la CA Béthune-Bruay, Artois-Lys Romane (2017 → 2020) Président du Pôle métropolitain de l'Artois (2017 → ) Démissionnaire après son élection comme président de l'intercommunalité |
| juillet 2017                                                              | juillet 2020                    | Olivier Switaj      | PS           | Attaché territorial |
| juillet 2020                                                              | En cours (au 27 septembre 2023) | Ludovic Pajot       | RN           | Profession libérale Député du Pas-de-Calais (10e circ.) (2017 → 2021) Conseiller régional des Hauts-de-France (2016 → 2021) Conseiller départemental de Bruay-la-Buissière (2021 → ) |

### Démocratie participative
Depuis 1994, un conseil municipal des jeunes est mis en place,,.

### Jumelages
| Ville | Ville             | Pays | Pays      | Période     |
| ----- | ----------------- | ---- | --------- | ----------- |
|       | Fröndenberg/Ruhr  |      | Allemagne | depuis 1964 |
|       | Kédougou          |      | Sénégal   | depuis 1991 |
|       | Merbes-le-Château |      | Belgique  | depuis 1988 |
|       | Olkusz            |      | Pologne   | depuis 2001 |
|       | Westhofen (d)     |      | Allemagne | depuis 1965 |

## Équipements et services publics

### Espaces publics
La commune est labellisée « Villes et Villages Fleuris » avec trois fleurs attribuées par le Conseil national des villes et villages fleuris de France au concours des villes et villages fleuris.

### Enseignement

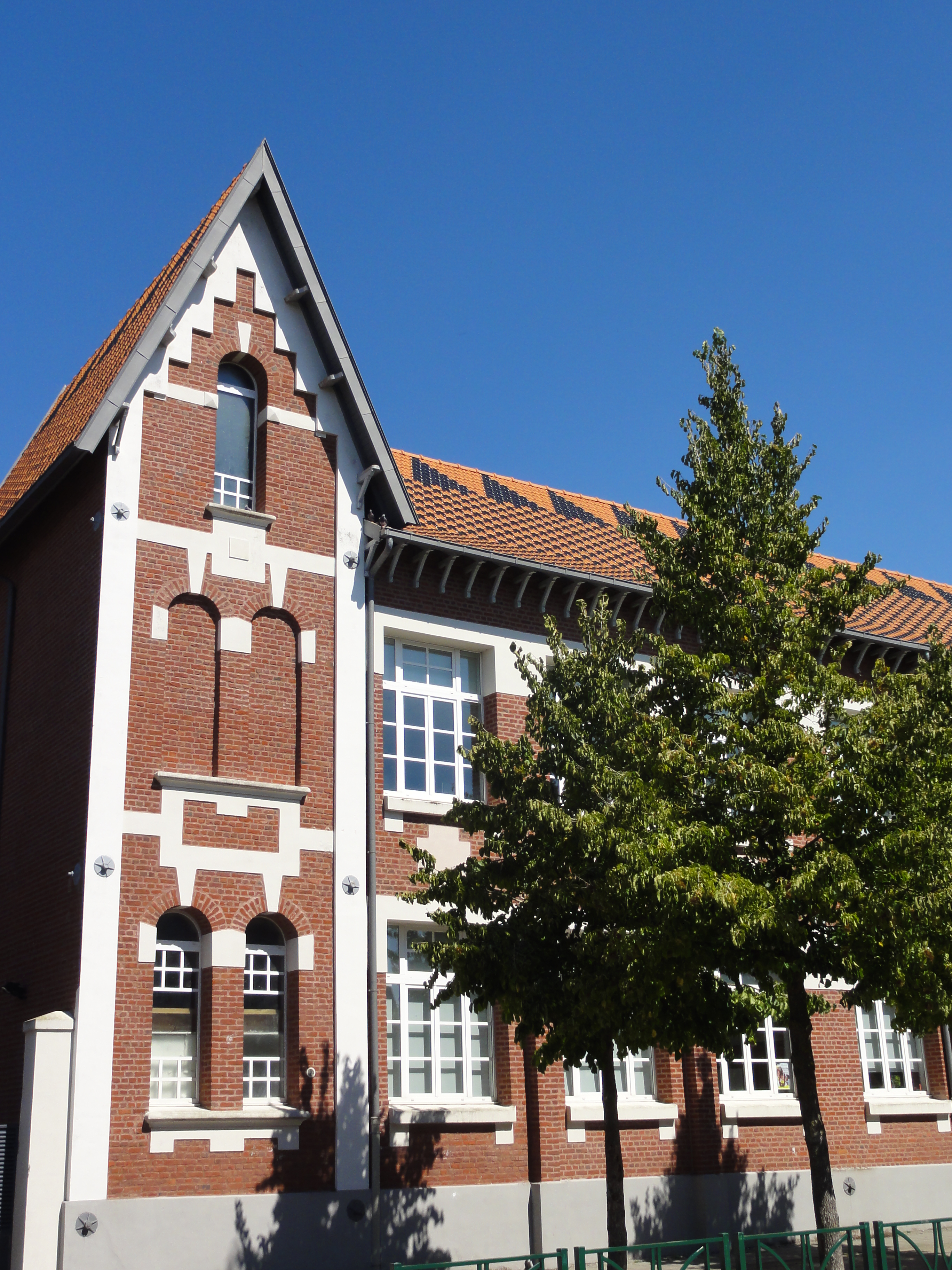
L'école Marmottan.

Bruay-la-Buissière est située dans l'académie de Lille.
La ville administre huit écoles maternelles et dix écoles élémentaires communales.
Le département gère trois collèges et la région trois lycées (le lycée général et technologique Carnot, le lycée professionnel Pierre-Mendès-France et le lycée professionnel « des métiers des travaux publics »).

### Culture
La commune possède un cinéma (Les Étoiles), une médiathèque, un Conservatoire Communautaire de Danse, un Conservatoire Communautaire de Musique, un école de musique et d’arts plastiques, deux salles de spectacle (Le Temple et L’Espace Culturel Grossemy). La Cité des Électriciens propose des expositions et des résidences d'artistes.
Depuis 2024, il n'existe plus de poste d’adjoint à la culture à la mairie. Le service des affaires culturelles a été remplacé par un « pôle événementiel ».

### Santé
Le groupe hospitalier privé d'Artois possède une clinique médico-chirurgicale à Bruay-la-Buissière. Au sein de cet hôpital, le centre hospitalier Germon-et-Gauthier de Béthune dispose d'une unité de soins palliatifs Amélie-Loutre. Par suite des orientations décidées par l'agence régionale de santé, cette clinique doit fermer en 2015 pour être regroupée avec la clinique Anne-d'Artois de Béthune.
Par ailleurs, un centre de diagnostic et de cure Françoise-Dolto est installé à Bruay-La-Buissière.

### Justice, sécurité, secours et défense
La commune dépend du tribunal judiciaire de Béthune, du conseil de prud'hommes de Béthune, de la cour d'appel de Douai, du tribunal de commerce d'Arras, du tribunal administratif de Lille, de la cour administrative d'appel de Douai et du tribunal pour enfants de Béthune.

## Population et société

### Démographie
Les habitants sont appelés les Bruaysiens.

#### Évolution démographique
L'évolution du nombre d'habitants est connue à travers les recensements de la population effectués dans la commune depuis 1793. Pour les communes de plus de 10 000 habitants les recensements ont lieu chaque année à la suite d'une enquête par sondage auprès d'un échantillon d'adresses représentant 8 % de leurs logements, contrairement aux autres communes qui ont un recensement réel tous les cinq ans,.

En 2022, la commune comptait 21 997 habitants, en évolution de −1,05 % par rapport à 2016 (Pas-de-Calais : −0,72 %, France hors Mayotte : +2,11 %).
| 1793 | 1800 | 1806 | 1821 | 1831 | 1836 | 1841 | 1846 | 1851 |
| ---- | ---- | ---- | ---- | ---- | ---- | ---- | ---- | ---- |
| 500  | 470  | 592  | 606  | 688  | 707  | 711  | 694  | 712  |

| 1856 | 1861  | 1866  | 1872  | 1876  | 1881  | 1886  | 1891  | 1896   |
| ---- | ----- | ----- | ----- | ----- | ----- | ----- | ----- | ------ |
| 935  | 1 528 | 2 102 | 2 316 | 4 037 | 5 335 | 7 031 | 9 647 | 11 380 |

| 1901   | 1906   | 1911   | 1921   | 1926   | 1931   | 1936   | 1946   | 1954   |
| ------ | ------ | ------ | ------ | ------ | ------ | ------ | ------ | ------ |
| 14 740 | 16 544 | 18 363 | 29 710 | 30 893 | 31 831 | 30 125 | 31 705 | 31 923 |

| 1962   | 1968   | 1975   | 1982   | 1990   | 1999   | 2006   | 2011   | 2016   |
| ------ | ------ | ------ | ------ | ------ | ------ | ------ | ------ | ------ |
| 30 902 | 28 628 | 25 714 | 22 893 | 24 927 | 23 998 | 23 813 | 23 441 | 22 230 |

| 2021   | 2022   | - | - | - | - | - | - | - |
| ------ | ------ | - | - | - | - | - | - | - |
| 21 827 | 21 997 | - | - | - | - | - | - | - |

#### Pyramide des âges
La population de la commune est relativement jeune. En 2021, le taux de personnes d'un âge inférieur à 30 ans s'élève à 38,6 %, soit un taux supérieur à la moyenne départementale (35,9 %). À l'inverse, le taux de personnes d'âge supérieur à 60 ans, qui est de 25,1 %, est inférieur à la moyenne départementale (25,8 %).
En 2021, la commune comptait 10 436 hommes pour 11 391 femmes, soit un taux de 52,19 % de femmes, légèrement supérieur au taux départemental (51,59 %).
Les pyramides des âges de la commune et du département s'établissent comme suit.
| Hommes | Classe d’âge | Femmes |
| ------ | ------------ | ------ |
| 0,6    | 90 ou +      | 1,9    |
| 5      | 75-89 ans    | 10,2   |
| 15,3   | 60-74 ans    | 16,8   |
| 18,9   | 45-59 ans    | 18,2   |
| 18,1   | 30-44 ans    | 17,6   |
| 22,2   | 15-29 ans    | 17,3   |
| 20     | 0-14 ans     | 18,1   |

| Hommes | Classe d’âge | Femmes |
| ------ | ------------ | ------ |
| 0,5    | 90 ou +      | 1,6    |
| 5,6    | 75-89 ans    | 8,9    |
| 16,7   | 60-74 ans    | 18,1   |
| 20,2   | 45-59 ans    | 19,2   |
| 18,9   | 30-44 ans    | 18,1   |
| 18,2   | 15-29 ans    | 16,2   |
| 19,9   | 0-14 ans     | 17,9   |

### Manifestations culturelles et festivités
Depuis 1994, la ville organise chaque année en avril, un ensemble de courses pédestres appelé « Les Foulées du Bruaysis ». Les Foulées du Bruaysis se divisent en plusieurs courses à pied et en randonnées.
Depuis mai 1958, chaque année sont organisées « Les Floralies », prestigieuse manifestation florale.
Depuis 1975, se déroule, les  30 avril et 1er mai, la fête de la moto.
Fin août, a lieu depuis 2002 le « festival western ».
En septembre, a lieu depuis 2009, une « fête vénitienne » au parc de la Lawe.
En décembre, la commune organise les « Trophées du Sport ».

### Sports et loisirs
Plus de 50 clubs sportifs œuvrent à Bruay-la-Buissière. La ville met à leur disposition des équipements dans tous les quartiers : 12 salles, 13 terrains, 6 courts de tennis, 1 piscine avec 2 bassins de 33 m chacun et 2 plongeoirs plates-formes de hauteurs 3 m et 5 m, 10 boulodromes...
Le complexe sportif Léo-Lagrange a accueilli en décembre 2009 des épreuves du championnat de France de boxe.

### Cultes

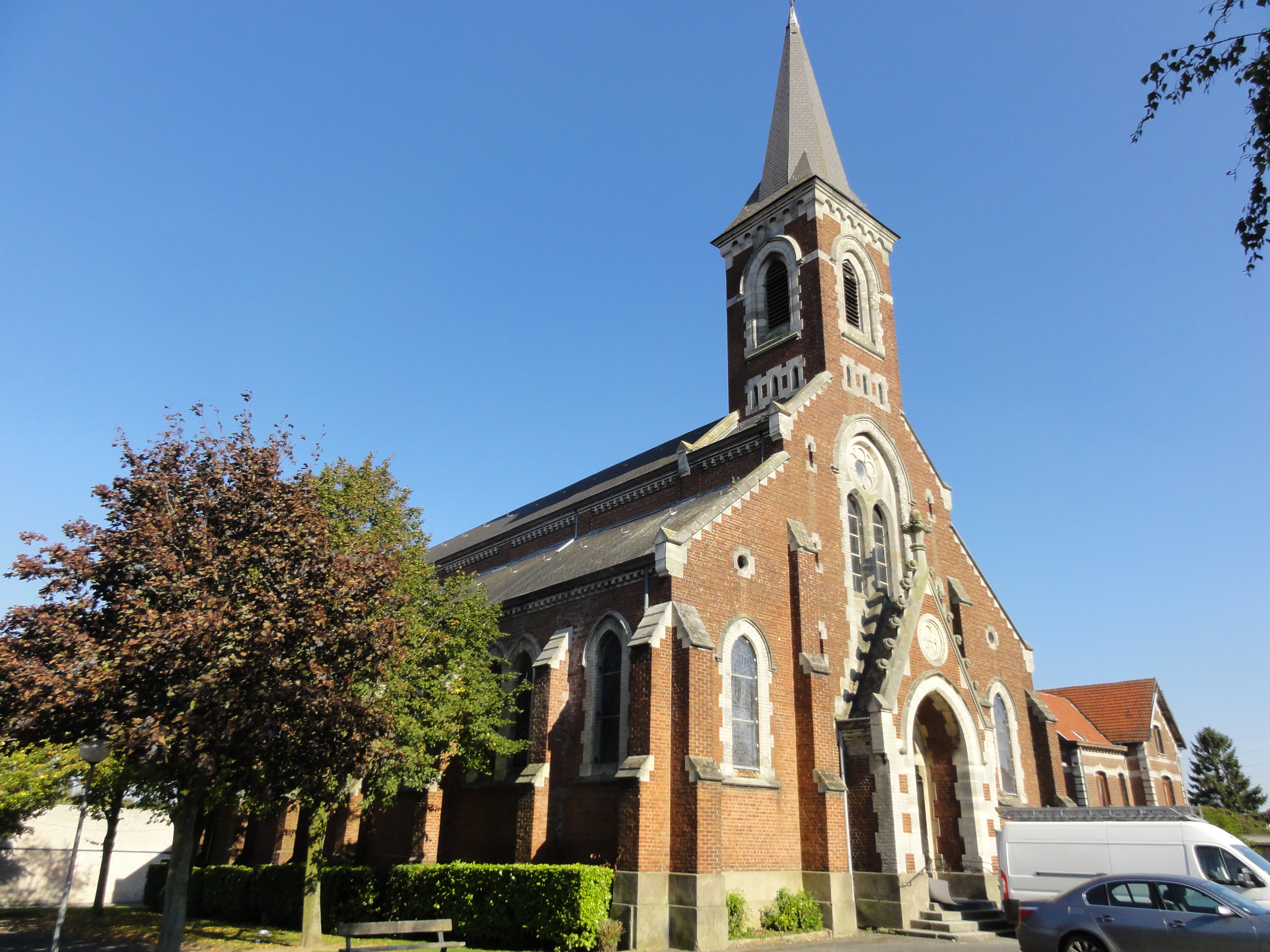
L'église Saint-Joseph.

Les Bruaysiens disposent de lieux de culte catholique et protestant.

#### Culte catholique
Les lieux de culte catholique sont les trois clochers (église Saint-Joseph, église Saint-Éloi-et-Saint-Martin, inscrite aux monuments historiques, et l'église Saint-Martin) de la paroisse Saints-Pierre-et-Paul en Bruaysis du doyenné de Béthune-Bruay, au sein du diocèse d'Arras, ainsi que la chapelle du Sacré-Cœur (bénie en 1930) et la chapelle de la Divine-Providence (inaugurée en 1984), administrées par la Mission polonaise. En 1930, la population de Bruay était composée à 70 % de Polonais presque tous catholiques pratiquants. Bruay-en-Artois était appelée « la petite Rome polonaise ».

#### Culte protestant
Une église évangélique baptiste, membre de la fédération des Églises évangéliques baptistes de France dispose d'un lieu de culte à Bruay-la-Buissière, de même que la communauté issue du courant des Assemblées de frères darbystes.

### Médias
Le quotidien régional La Voix du Nord publie une édition locale pour Béthune-Bruay.
L'hebdomadaire local L'Avenir de l'Artois publie une édition locale pour Bruay-la-Buissière et le Bruaysis, chaque mercredi.
En 2016, l'hebdo L'Abeille de la Ternoise lance une édition « Bruaysis », la troisième après celles du Ternois et du Doulennais.
La ville est couverte par les programmes de France 3 Nord-Pas-de-Calais et les chaînes nationales de la TNT. Elle reçoit également la chaîne régionale Wéo.

## Économie

### Revenus de la population et fiscalité
En 2021, la commune compte 9 358 ménages fiscaux, regroupant 20 297 personnes.
Le revenu fiscal médian par ménage, le taux de pauvreté des ménages et la part des ménages fiscaux imposés de la commune, du département du Pas-de-Calais et de la métropole sont les suivants :
- le revenu fiscal médian par ménage de la commune est de 17 350 €, inférieur à celui du département du Pas-de-Calais (20 720 €) et inférieur à celui de la France métropolitaine (23 080 €)[Insee 11],[Insee 12],[Insee 13] ;
- le taux de pauvreté des ménages de la commune est de 29 %, de 18,4 % au niveau du département et de 14,9 % au niveau de la métropole[Insee 14],[Insee 15],[Insee 16] ;
- la part des ménages fiscaux imposés dans la commune est de 32 %, de 44,1 % au niveau du département et de 53,4 % au niveau de la métropole[Insee 11],[Insee 12],[Insee 13].

### Emploi
|                       | 2010   | 2015   | 2021   |
| --------------------- | ------ | ------ | ------ |
| Commune               | 20,2 % | 23,5 % | 23,7 % |
| Département           | 15,4 % | 17,7 % | 14,7 % |
| France métropolitaine | 11,6 % | 13,7 % | 11,7 % |

En 2021, la population âgée de 15 à 64 ans s'élève à 13 610 personnes, parmi lesquelles on compte 67,7 % d'actifs (51,6 % ayant un emploi et 16,0 % de chômeurs) et 32,3 % d'inactifs,. En 2021, le taux de chômage communal (au sens du recensement) des 15-64 ans est supérieur à celui du département et supérieur à celui de la France métropolitaine.
La commune est la commune-centre de l'aire d'attraction de Bruay-la-Buissière,. Elle compte 7 847 emplois en 2021, contre 8 159 en 2015 et 8 494 en 2010. Le nombre d'actifs ayant un emploi résidant dans la commune est de 7 074, soit un indicateur de concentration d'emploi de 110,9 et un taux d'activité parmi les 15 ans ou plus de 52,4 %.
Sur ces 7 074 actifs de 15 ans ou plus ayant un emploi, 2 377 travaillent dans la commune, soit 34 % des habitants. Pour se rendre au travail, 83,8 % des habitants utilisent une voiture, un camion ou une fourgonnette, 5,3 % les transports en commun, 8,2 % s'y rendent en deux-roues, à vélo ou à pied et 2,7 % n'ont pas besoin de transport (travail au domicile).

### Entreprises et commerces
1 109 établissements marchands non agricoles sont économiquement actifs en 2022 à Bruay-la-Buissière,,.
| Secteur d'activité                                                                                        | Commune | Commune | Département |
| Secteur d'activité                                                                                        | Nombre  | %       | %           |
| --- | ------- | ------- | ----------- |
| Ensemble                                                                                                  | 1 109   | 100 %   | (100 %)     |
| Industrie manufacturière, industries extractives et autres                                                | 43      | 3,9 %   | (6,8 %)     |
| Construction                                                                                              | 89      | 8,0 %   | (10,6 %)    |
| Commerce de gros et de détail, transports, hébergement et restauration                                    | 437     | 39,4 %  | (29,3 %)    |
| Information et communication                                                                              | 14      | 1,3 %   | (1,9 %)     |
| Activités financières et d'assurance                                                                      | 42      | 3,8 %   | (5,0 %)     |
| Activités immobilières                                                                                    | 35      | 3,2 %   | (4,9 %)     |
| Activités spécialisées, scientifiques et techniques et activités de services administratifs et de soutien | 133     | 12,0 %  | (14,2 %)    |
| Administration publique, enseignement, santé humaine et action sociale                                    | 198     | 17,9 %  | (16,8 %)    |
| Autres activités de services                                                                              | 118     | 10,6 %  | (10,5 %)    |

Le secteur du commerce de gros et de détail,
transports, hébergement et restauration est prépondérant sur la commune puisqu'il représente 39,4 % du nombre total d'établissements de la commune (437 sur les 1 109 entreprises implantées  à Bruay-la-Buissière), contre 29,3 % au niveau départemental.
Depuis la fermeture des mines de charbon en 1976, la ville a entrepris sa reconversion économique, grâce notamment à la plasturgie et à la recherche-développement. En 2011 les principaux employeurs de Bruay-la-Buissière sont une fabrique de pièces plastiques du groupe Plastic Omnium, l'entreprise de travaux publics Dezellus, une usine de fabrication de la société « Cheminées Philippe », l'hypermarché Cora, ainsi que d'autres commerces (Intermarché, Brico-Dépôt, Conforama) et les entrepôts frigorifiques ITM du groupe Intermarché.
La recherche-développement est représentée par le laboratoire LCPA commun à l'université des sciences et techniques de Lille et à l'université d'Artois (physicochimie des processus de combustion et de l'atmosphère), le centre de recherche et d'études sur les procédés d'ignifugation des matériaux (Crepim) et le centre de recherche, d'innovation technique et technologique en moteurs et acoustique automobile (CRITT M2A).
La commune dispose de deux parcs d'activités : le « parc de la Porte Nord », créé à l'emplacement d'un ancien terril, qui accueillait en 2006 une centaine d'entreprises commerciales, artisanales et de services, et la « Z.A.L. du no 3 » dans le quartier des Terrasses à l'ouest, qui accueillait une douzaine d'entreprises en 2007. La zone industrielle de Ruitz, sur la commune voisine du même nom, accueillait en 2006 50 entreprises qui employaient environ 2 600 salariés.

## Culture locale et patrimoine

### Lieux et monuments

#### Patrimoine mondial
Depuis le 30 juin 2012, la valeur universelle et historique du bassin minier du Nord-Pas-de-Calais est reconnue et inscrite sur la liste du patrimoine mondial de l’UNESCO. Parmi les 353 sites, répartis sur 109 lieux inclus dans le périmètre du bassin minier, le site no 93 de Bruay-la-Buissière est formé par le terril conique no 10, 3 de Bruay Ouest, issu de l'exploitation de la fosse no 3 - 3 bis - 3 ter des mines de Bruay à Bruay-la-Buissière ; le site no 94 est constitué de la cité pavillonnaire des musiciens, et de la cité pavillonnaire des musiciens bis à Bruay-la-Buissière et Divion, des cités de la fosse no 5 - 5 bis des mines de Bruay ; le site no 95 est formé par l'hôtel de ville de Bruay-la-Buissière ; le site no 96 est formé par la cité pavillonnaire Anatole France et la cité de corons des électriciens, près de la fosse no 1 - 1 bis des mines de Bruay ; le site no 97 est organisé autour des cités des fosses nos 4 - 4 bis - 4 ter et 6 - 6 bis - 6 ter des mines de Bruay à Bruay-la-Buissière et Haillicourt. Elle comprend les cités de corons 16-1 et 16-3, les écoles des cités 16-1 et 16-3, l'église Saint-Joseph, ces éléments étant tous situés à Bruay-la-Buissière ; le site no 98 est formé par le stade parc, et sa piscine art-déco de plein air,.

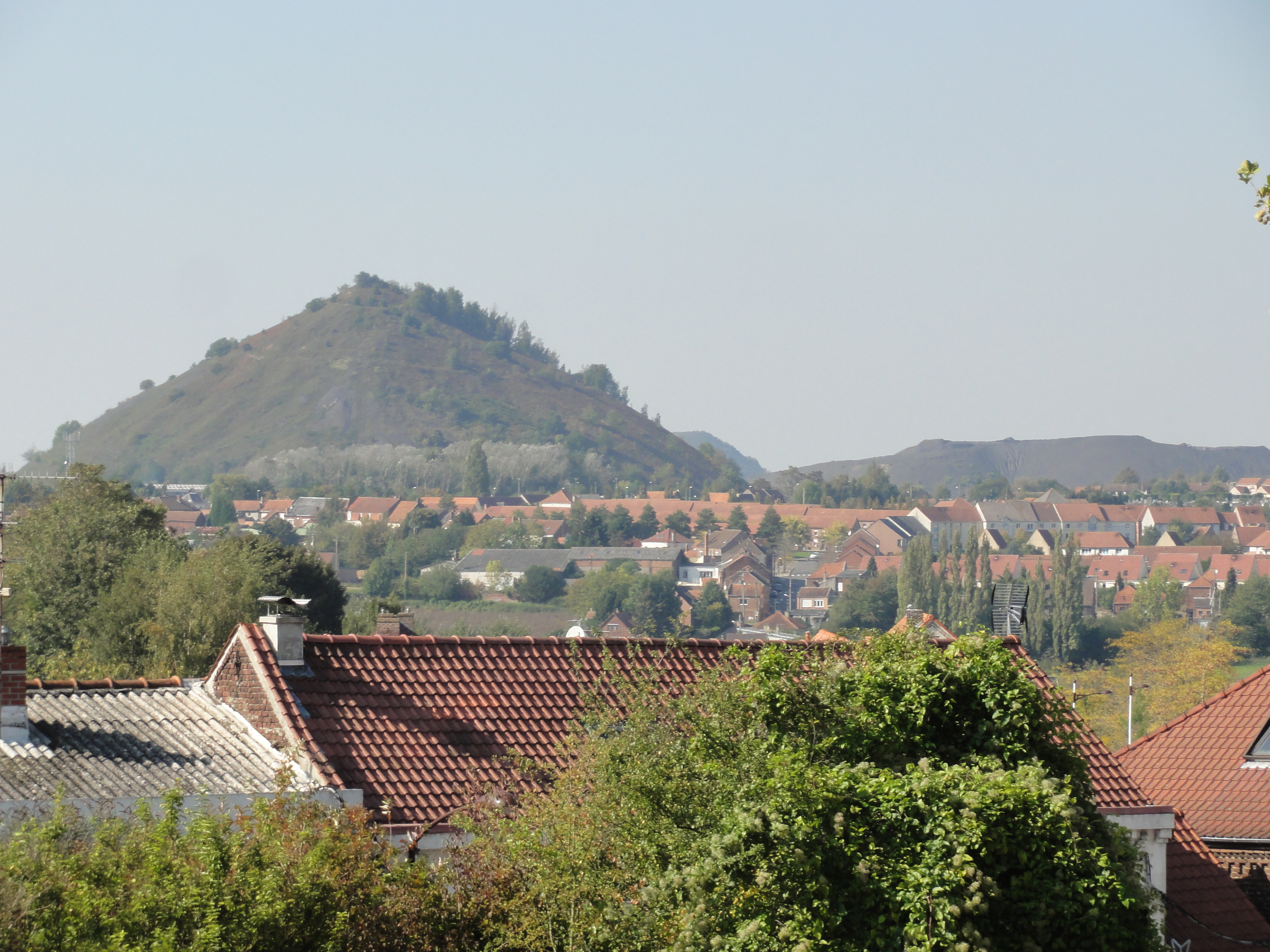
Le terril no 10.
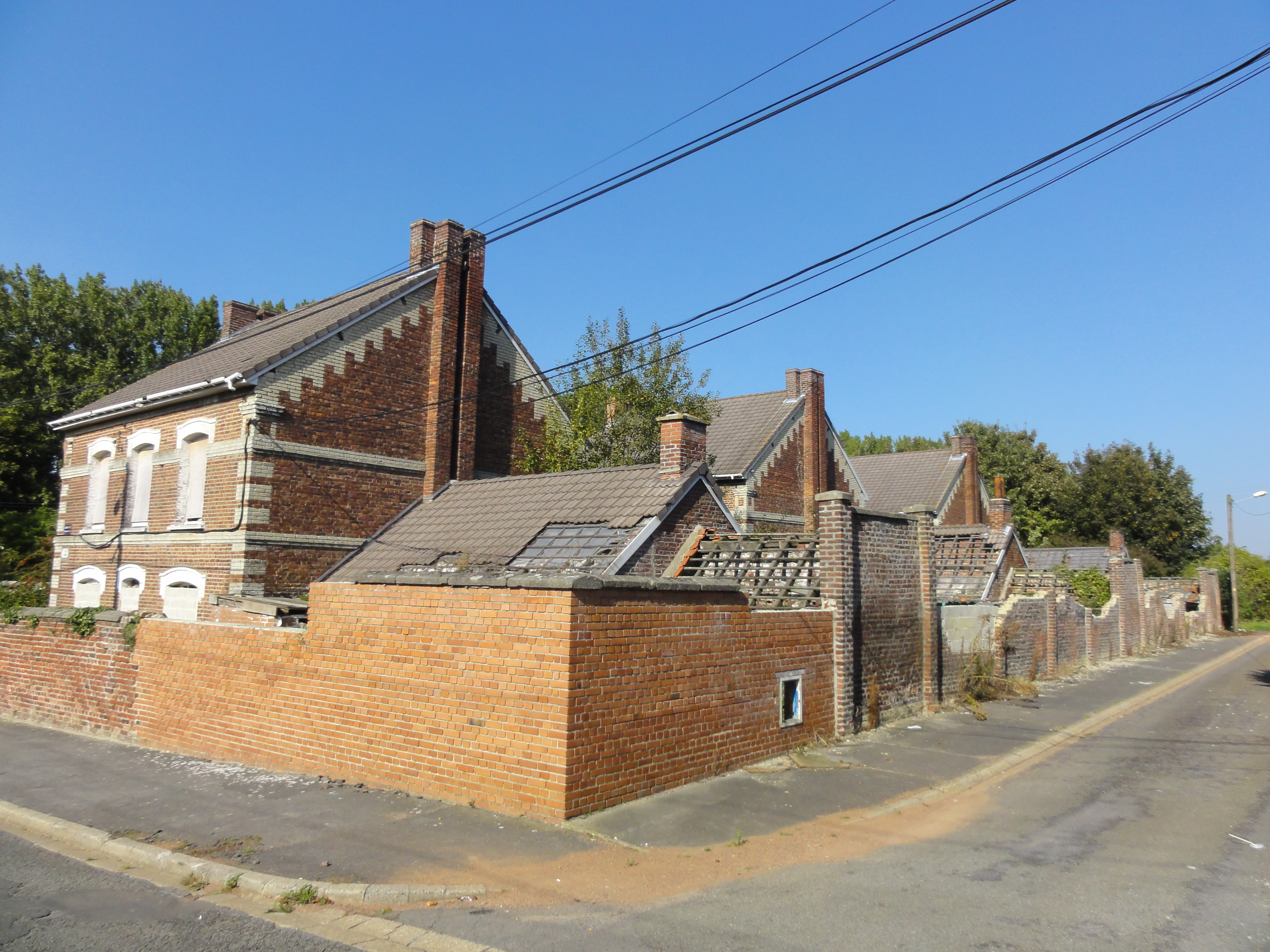
La cité des musiciens.
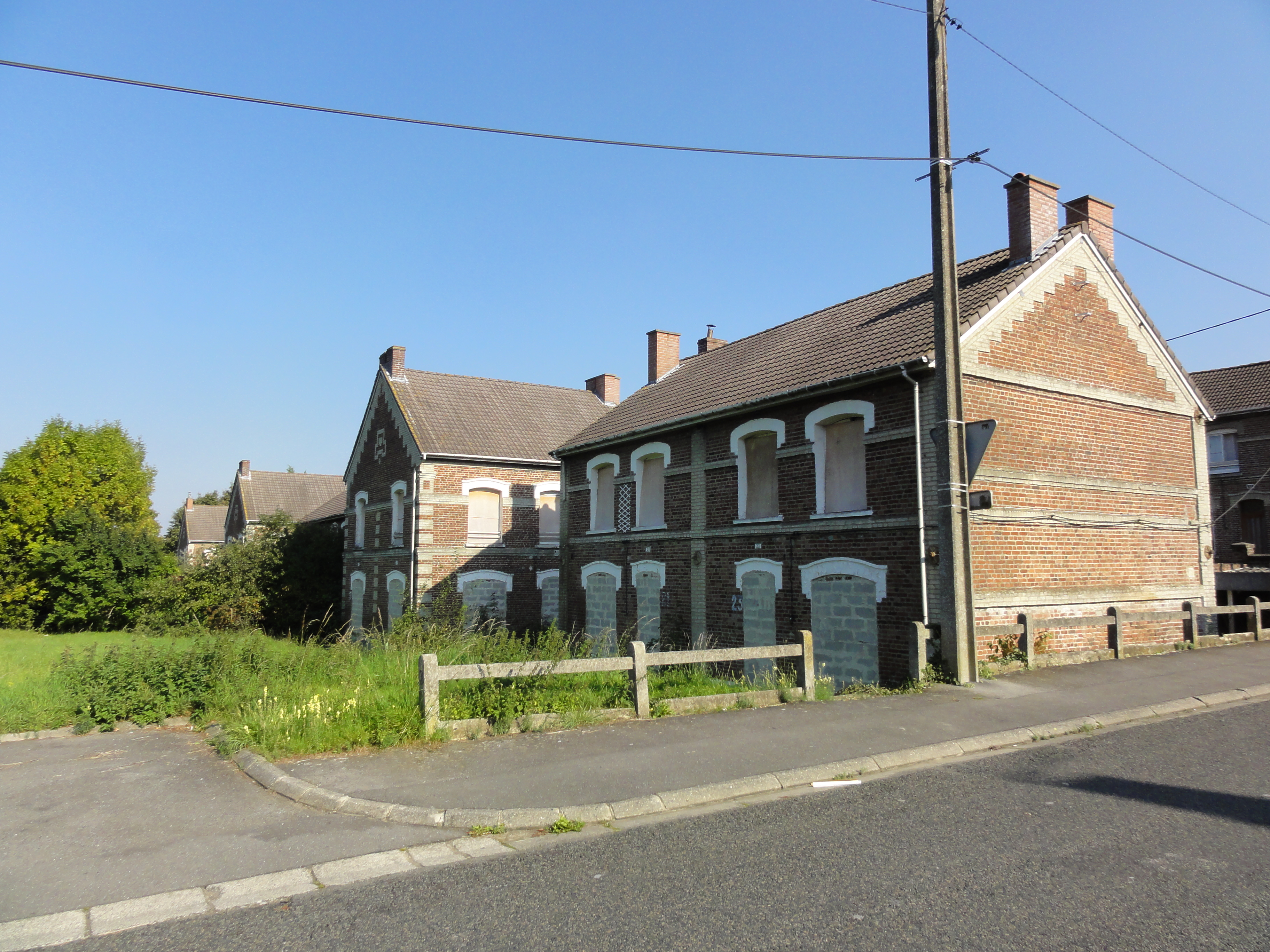
La cité des musiciens bis.
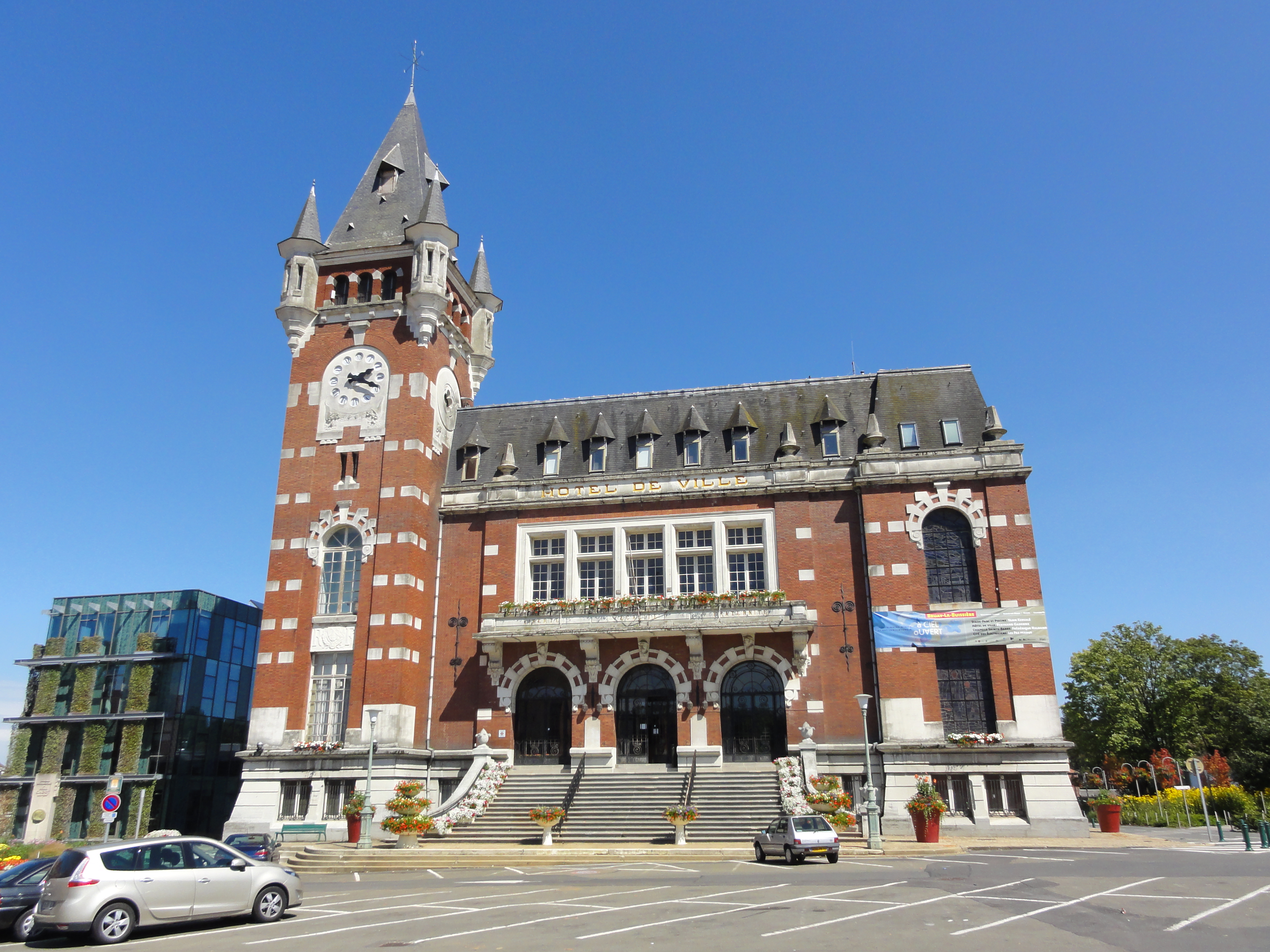
L'hôtel de ville.
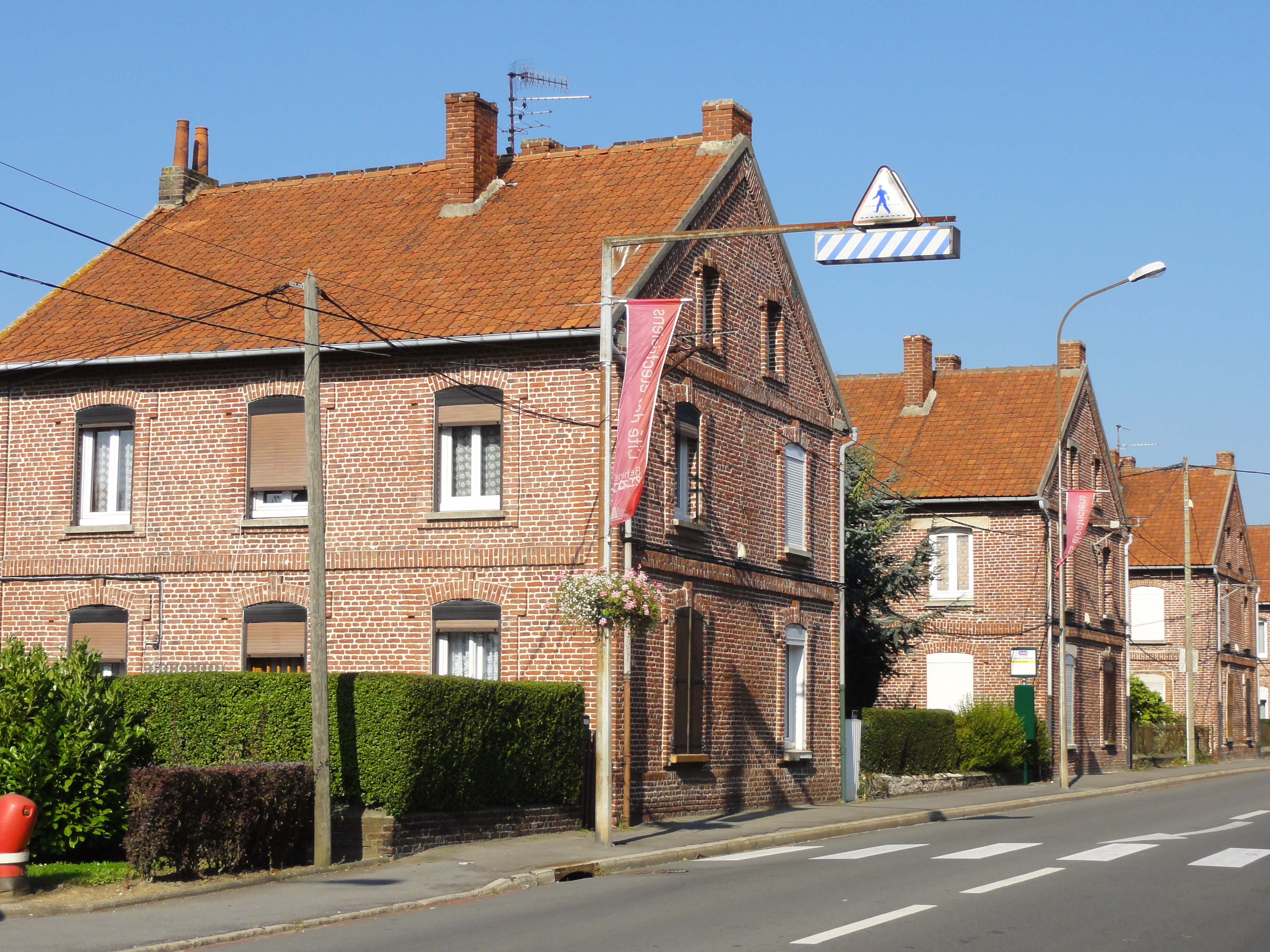
La cité pavillonnaire.
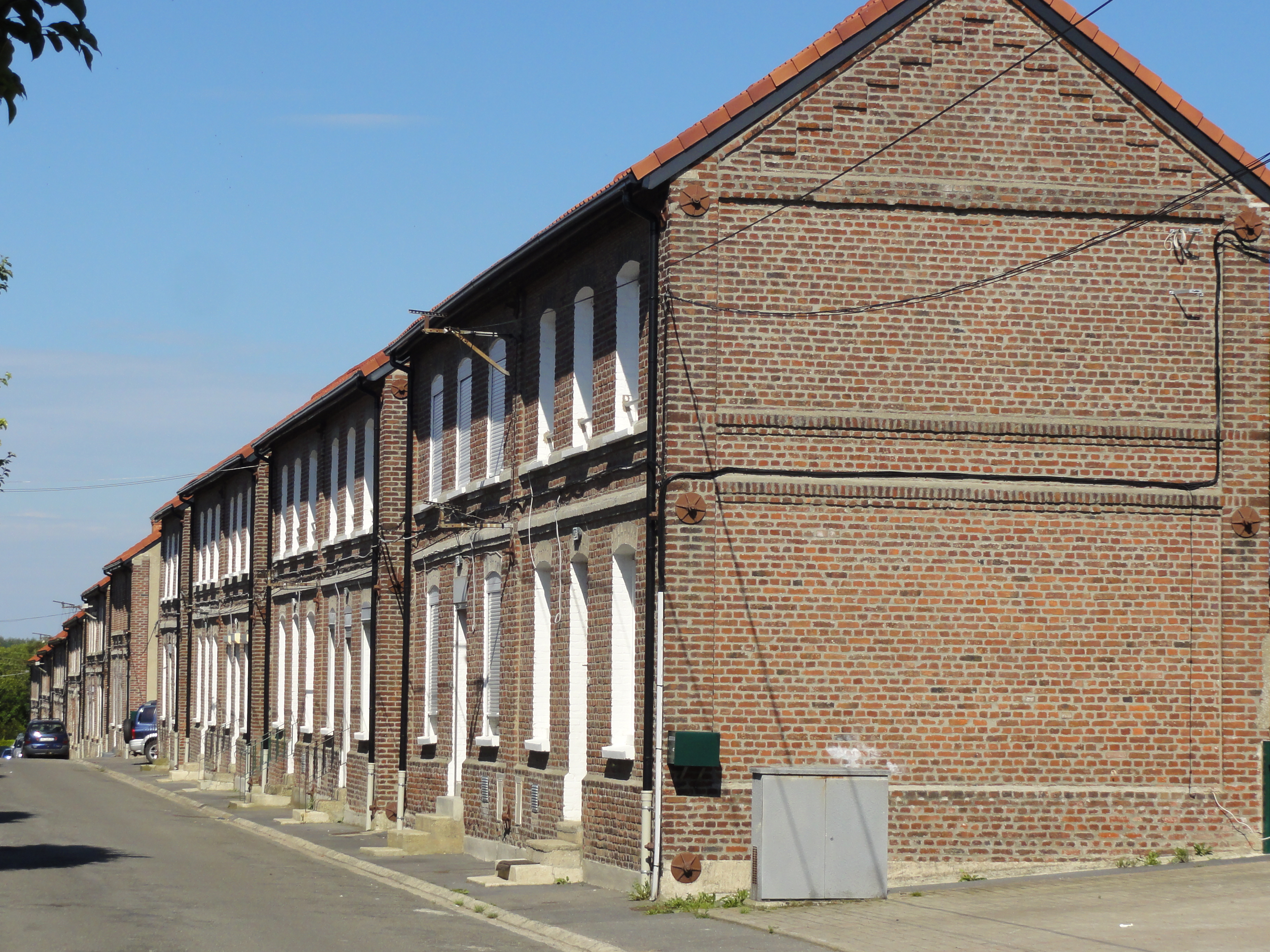
La cité pavillonnaire.
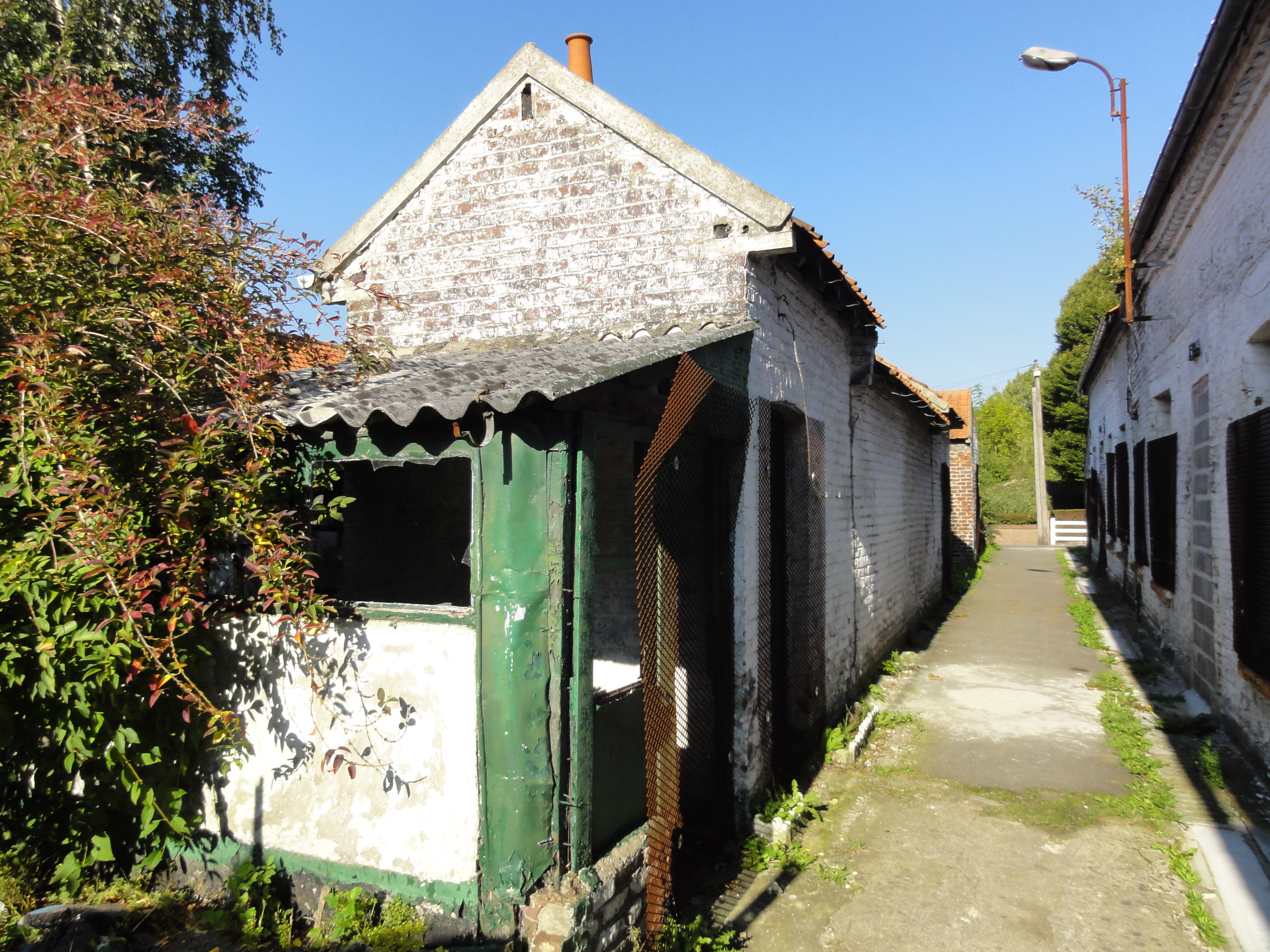
La cité de corons.
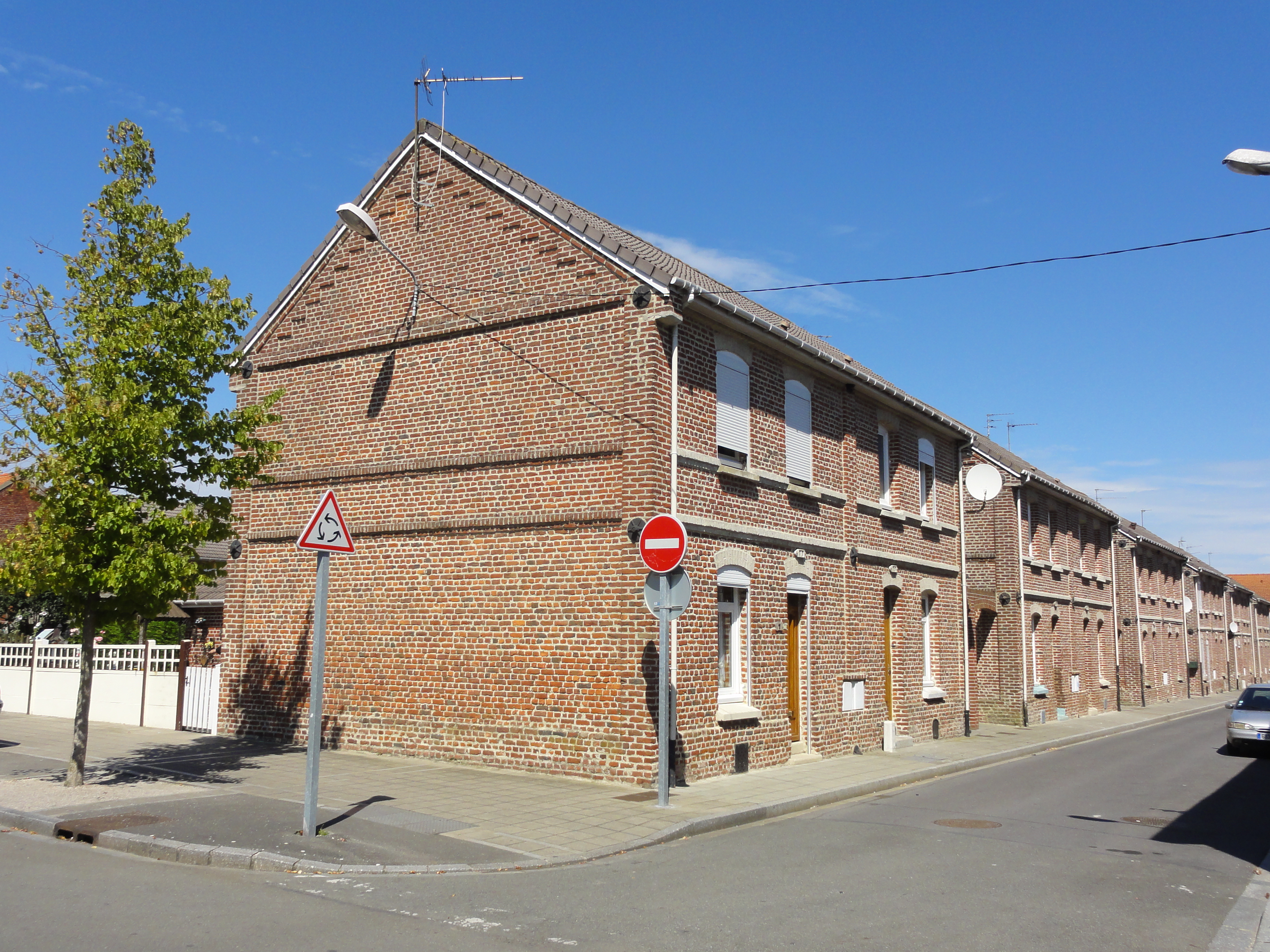
La cité de corons.
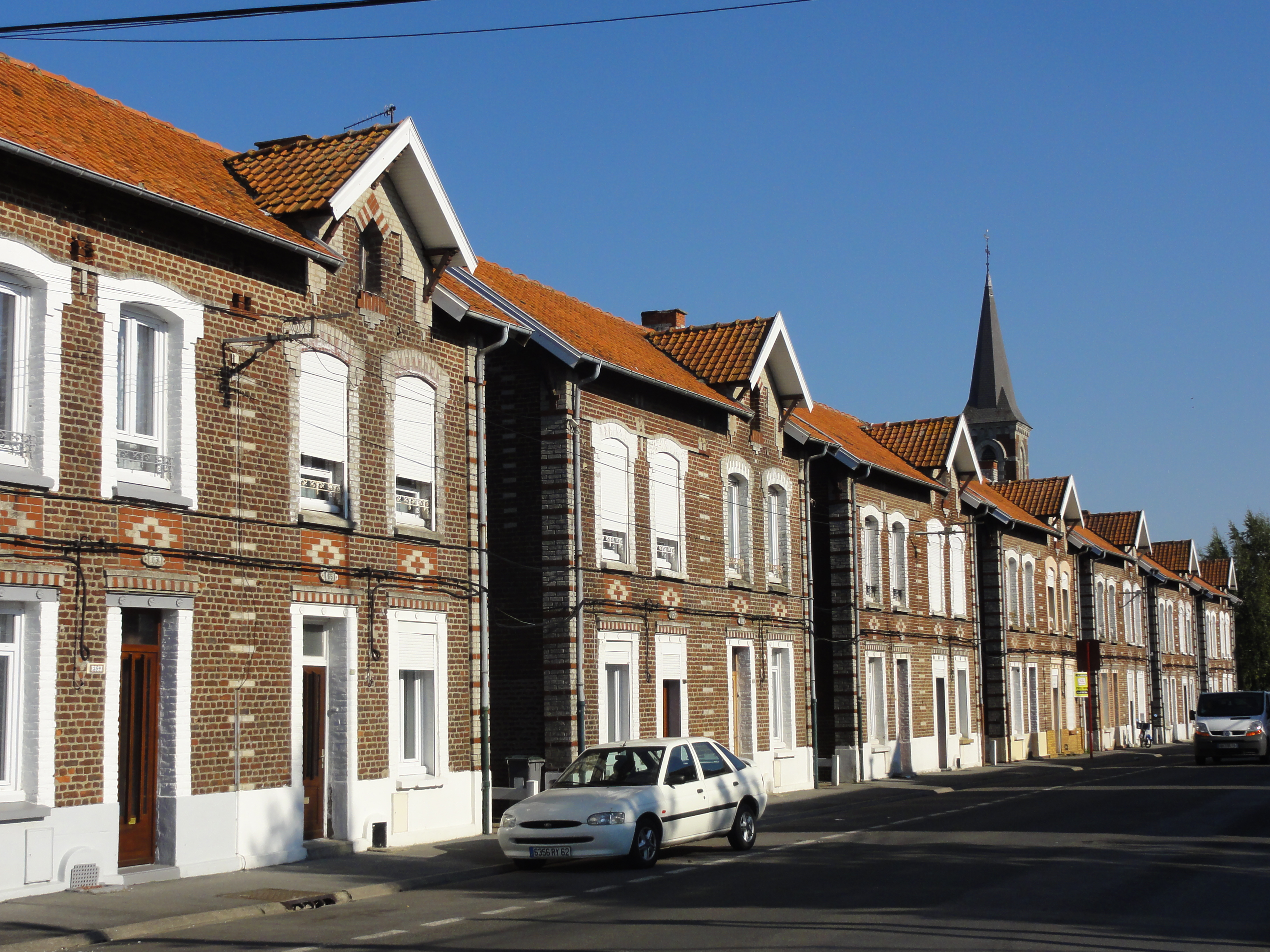
La cité de corons.
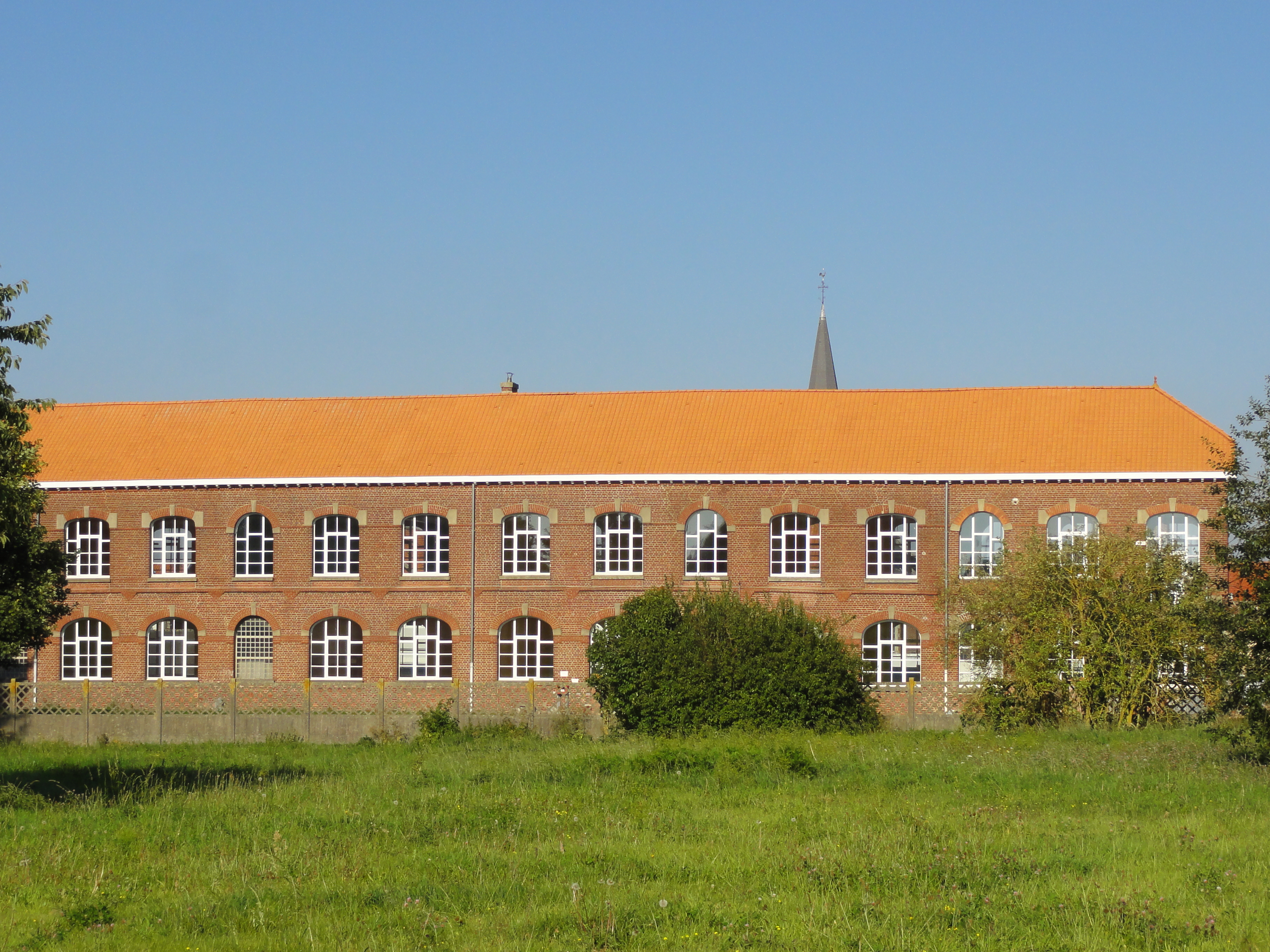
Les écoles.
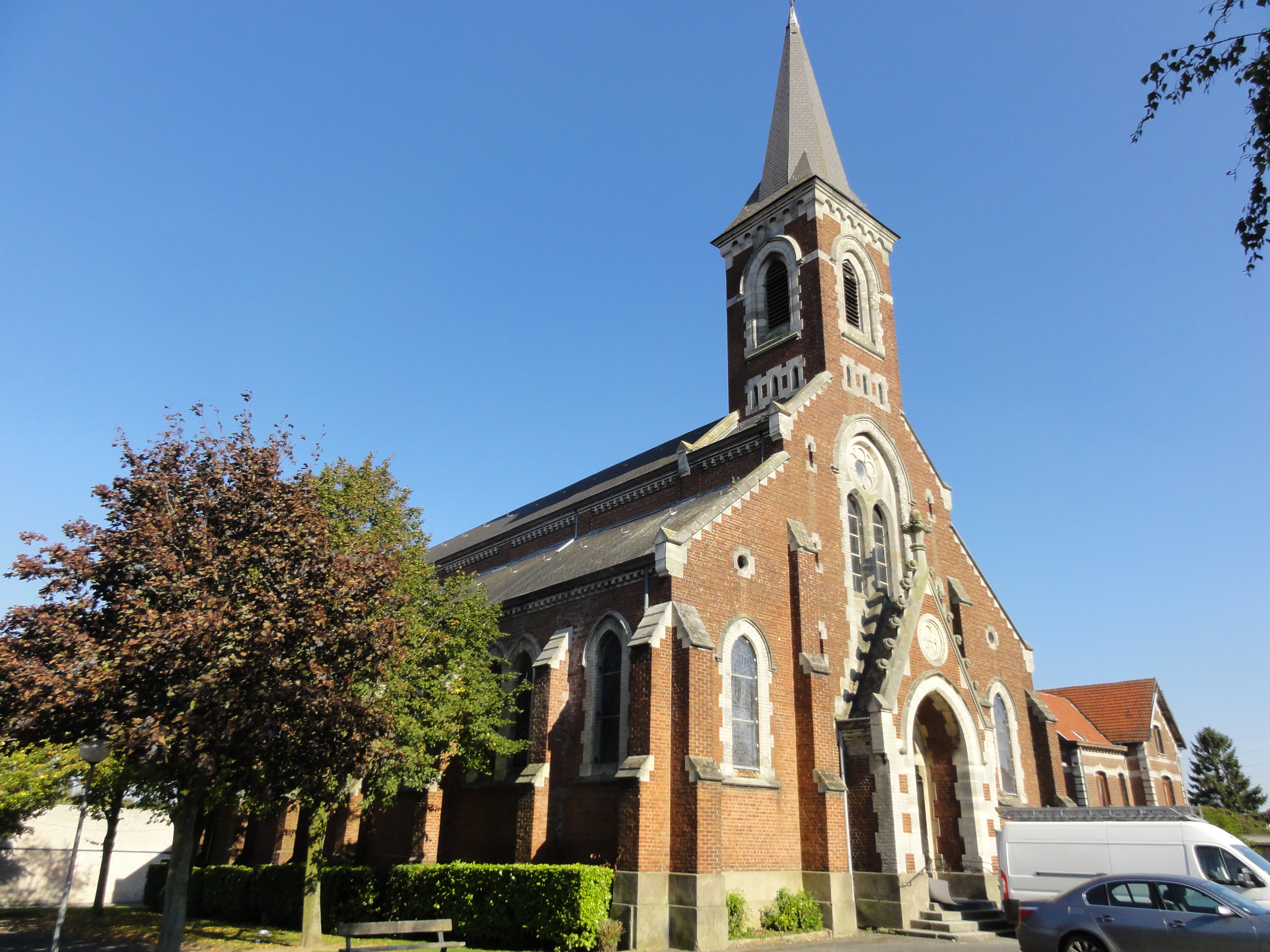
L'église Saint-Joseph.
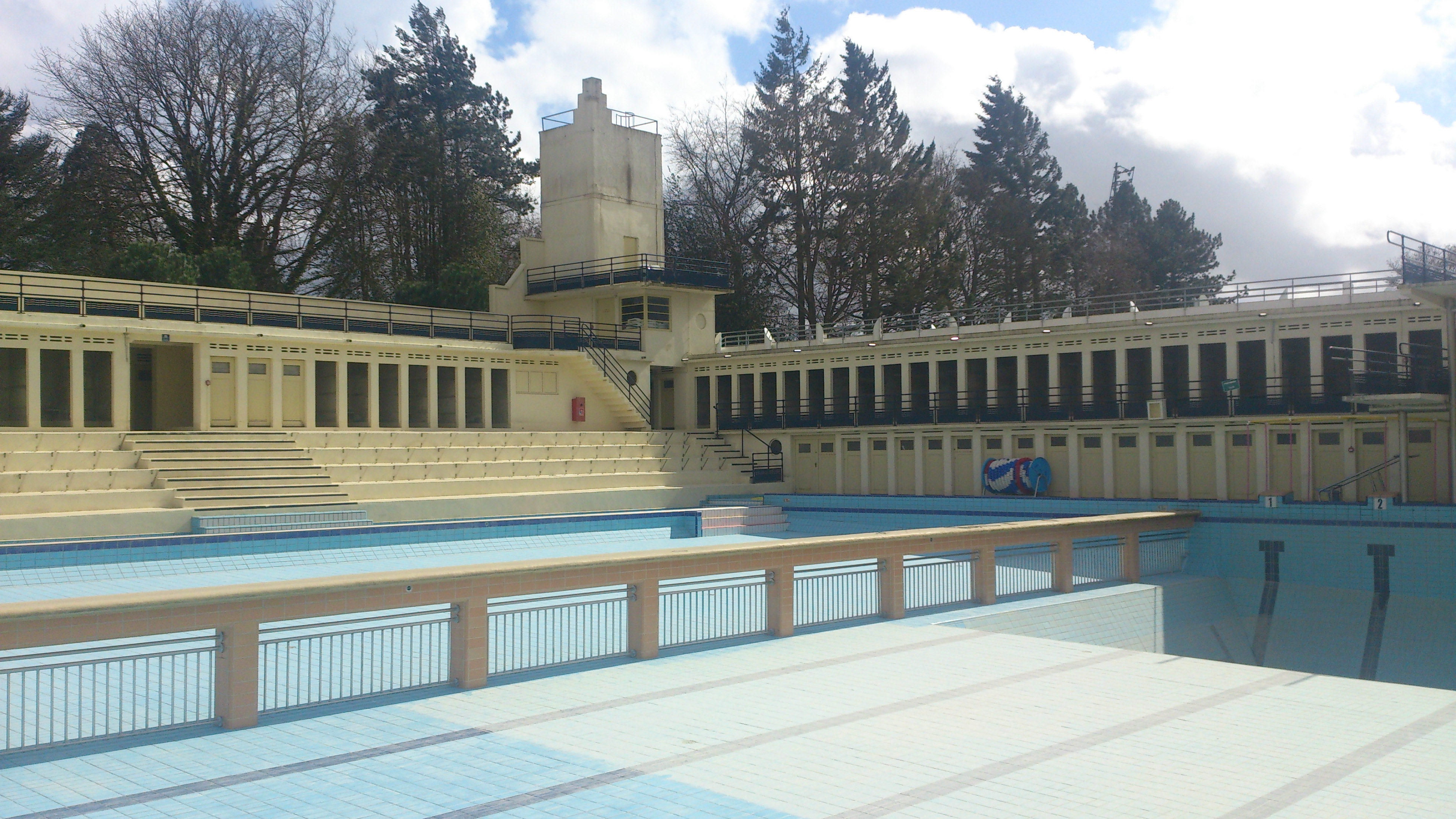
La piscine.
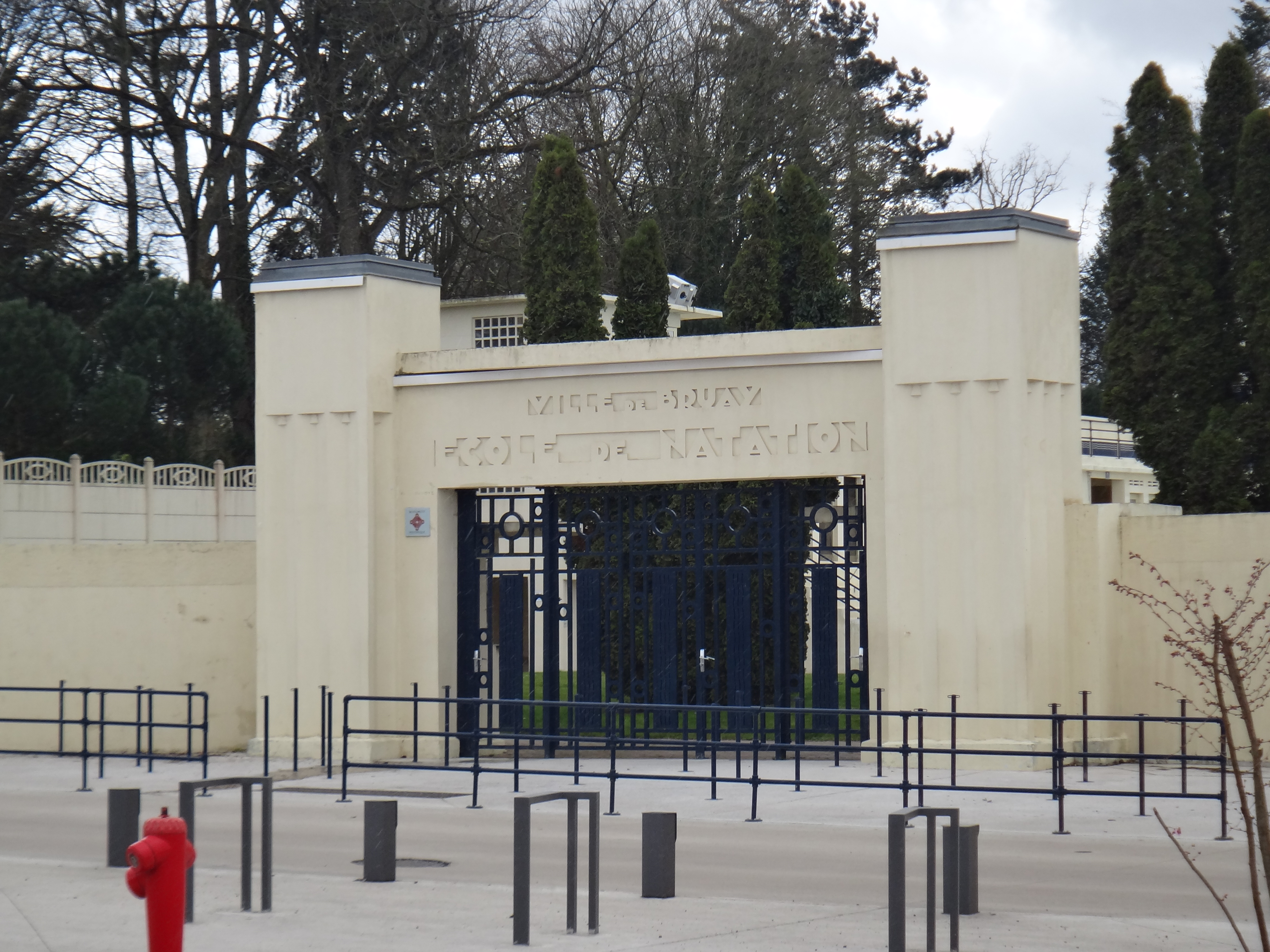
L'entrée de la Piscine.

#### Monuments historiques

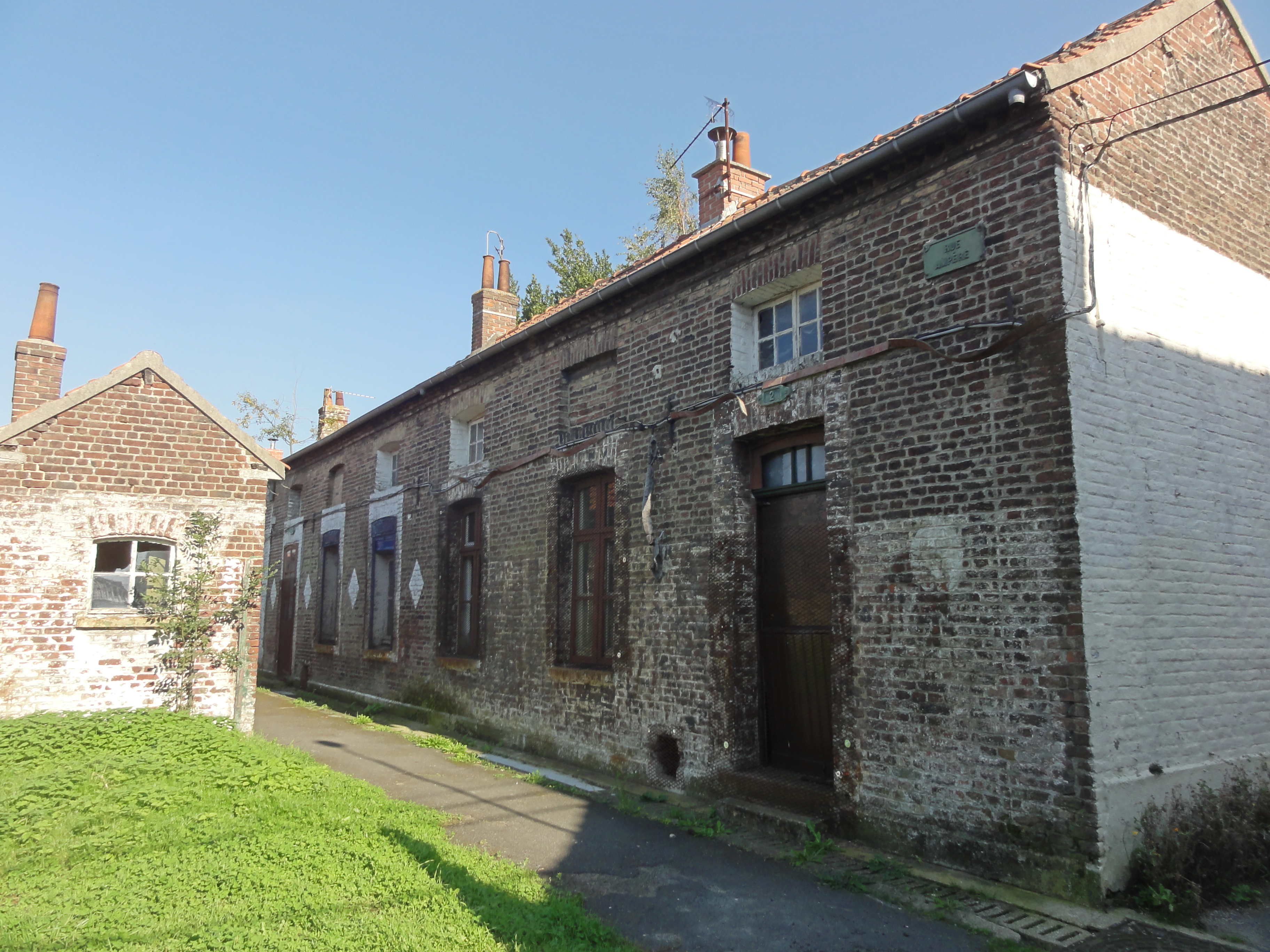
La cité des Électriciens.

Bruay-la-Buissière dispose d'un riche patrimoine inscrit à l'inventaire des monuments historiques.
- La cité des Électriciens, ou cité n°2 de Bruay-la-Buissière. Il s'agit aujourd'hui de la plus ancienne cité minière du Nord-Pas-de-Calais, représentative de l'habitat des corons. Les façades et toitures de l'ensemble de la cité (c'est-à-dire les corons des rues Ampère, Branly, Coulomb, Edison, Faraday, Franklin, Gramme, Laplace, Marconi, et Volta), font l’objet d’une inscription au titre des monuments historiques depuis le 25 novembre 2009[128]. Depuis 2012 la cité est également inscrite sur la liste des biens labellisés par l'UNESCO « Paysages culturels évolutifs », au côté de 124 autres cités minières du bassin minier du Nord-Pas-de-Calais. La Cité des Electriciens est réhabilitée entre 2014 et 2019, et transformée en écomusée présentant le patrimoine industriel du bassin minier du Nord-Pas-de-Calais[129].
- L'église Saint-Éloi-et-Saint-Martin de La Buissière, construite au XVIe siècle, est rénovée après guerre. Elle fait l’objet d’une inscription au titre des monuments historiques depuis le 21 juillet 2000[130]. Les fonts baptismaux de 1627 et la cloche de 1726 sont classés monuments historiques au titre d'objet, respectivement depuis le 20 décembre 1907 et le 20 septembre 1943[131].

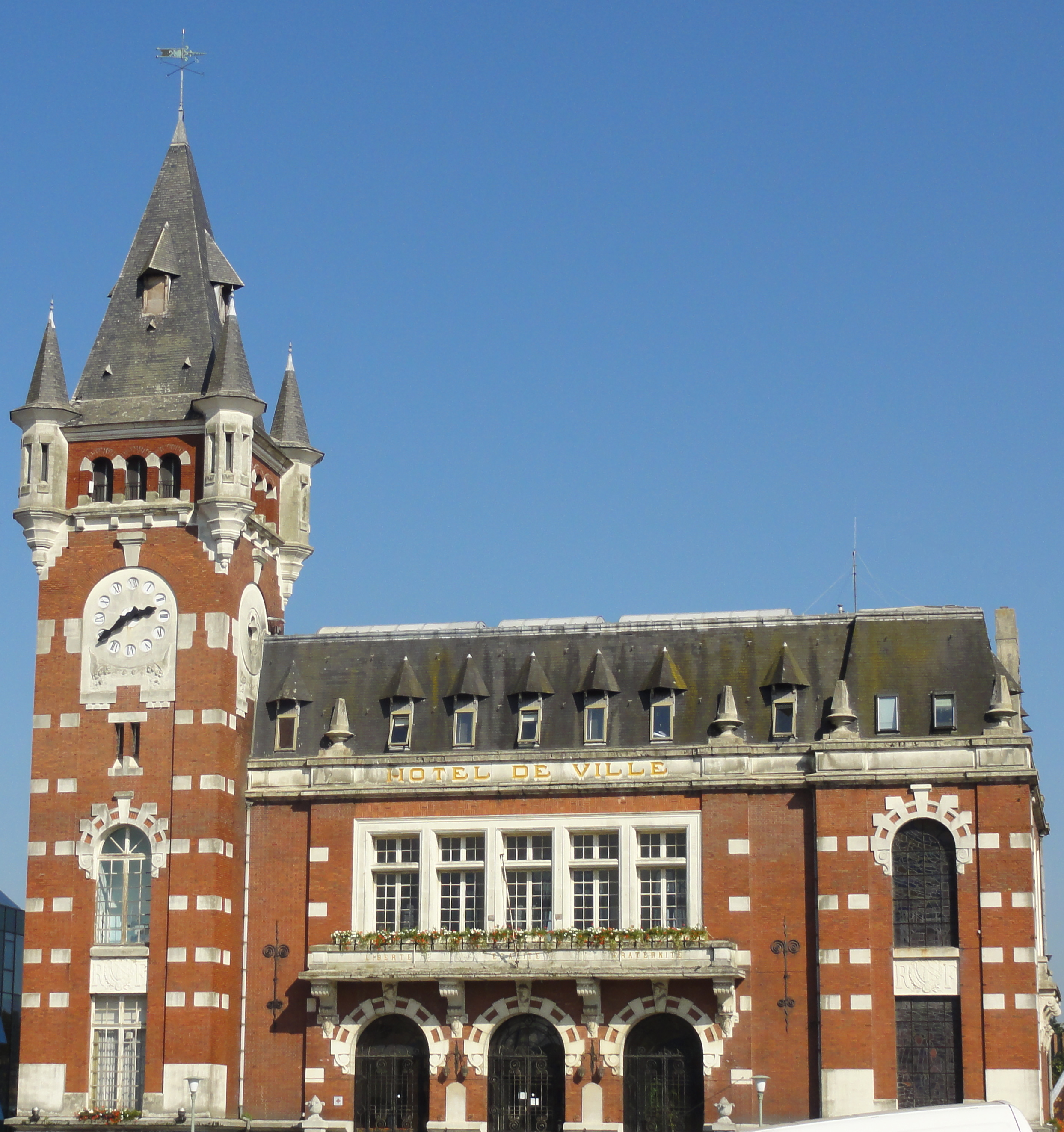
Hôtel de Ville et son beffroi, en 2011.

- L'hôtel de ville, d'une hauteur de 47 m, est édifié dans un style néo-régionaliste par l’architecte bruaysien Hanote en 1927. Dans la cage d’escalier, se trouve un ensemble de vitraux ayant pour sujet la fosse 3 des mines de Bruay, ensemble réalisé par les maîtres verriers Labille et Bertrand, de Lille. Les façades et toitures, la cage de l'escalier d'honneur et ses vitraux, la salle des mariages - salle du conseil municipal et son vestibule avec leurs décors au premier étage font l’objet d’une inscription au titre des monuments historiques depuis le 9 octobre 2009[132]. Le 30 juin 2012, le bâtiment entre sur la liste des biens du bassin minier du Nord-Pas-de-Calais inscrits sur la liste du patrimoine mondial par l'UNESCO (site no 95). Le 8 juin 2017, alors que des travaux étaient en cours sur la toiture, un incendie se déclare et détruit la toiture principale de l’hôtel de ville, la toiture en ardoise du beffroi et les charpentes[133].
- La piscine Roger-Salengro[134]; ouvrage Art déco de l'architecte Paul Hanote inauguré pendant le Front populaire, le 1er août 1936 (la dernière piscine Art déco ouverte au public et dotée de 2 plongeoirs de hauteurs 3 et 5 mètres). Le stade-parc : l’ensemble du stade-parc avec ses clôtures et ses grilles comprenant : le parc Roger-Salengro, situé rue d'Hulluch, avec le kiosque ; le stade avec ses entrées monumentales, y compris les façades et toitures de la salle de gymnastique ainsi que les tribunes ; l’école de natation (ancienne dénomination de la piscine en plein-air), située rue Auguste-Caron, comprenant l'entrée, les bassins, les cabines et les tribunes font l’objet d’une inscription au titre des monuments historiques depuis le 12 mai 1997[135].
- Le donjon du château de La Buissière est construit en 1310 par la comtesse Mahaut d'Artois. Le donjon, les façades et toitures des communs font l’objet d’une inscription au titre des monuments historiques depuis le 12 avril 1965[136].

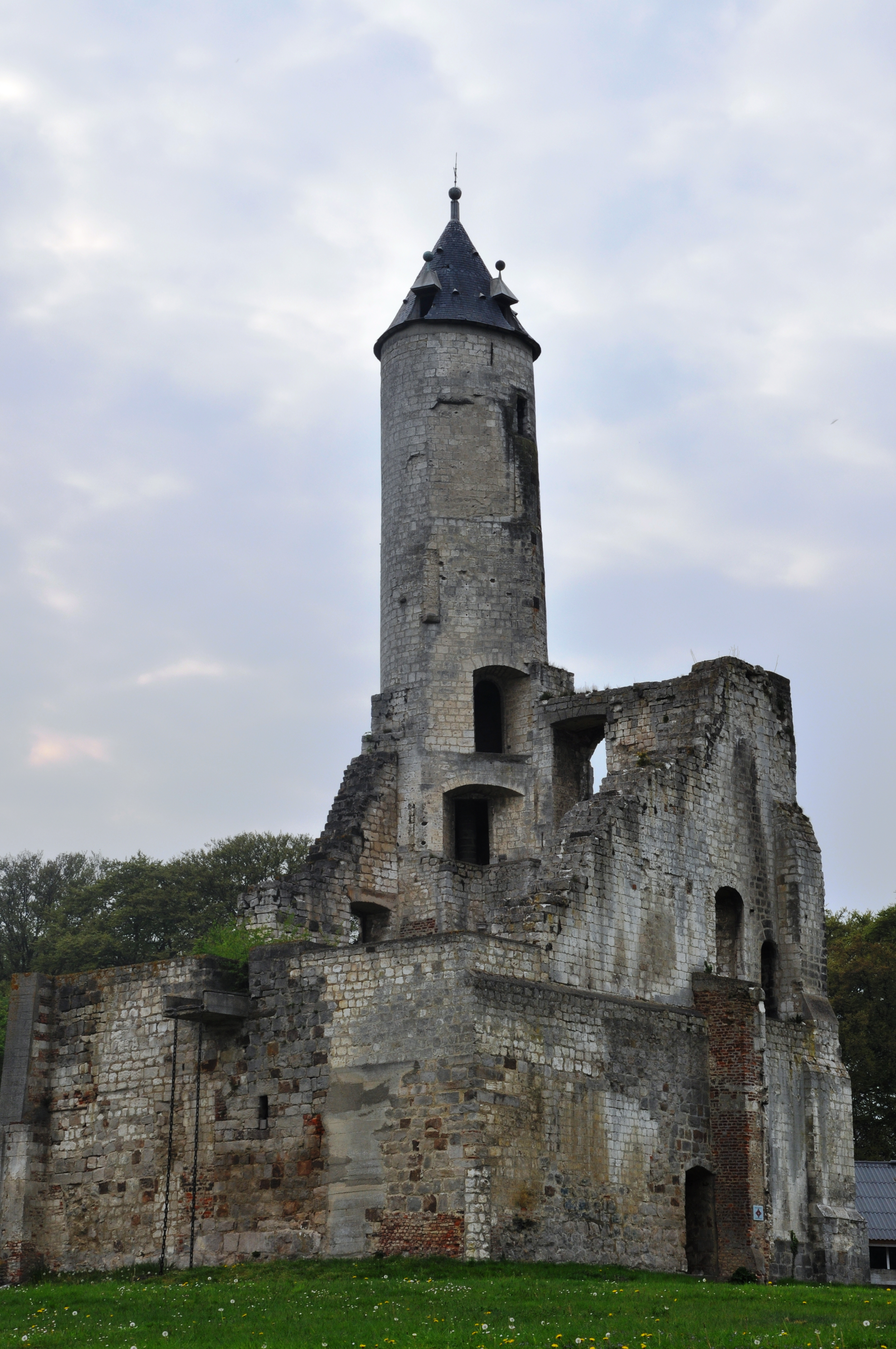
Le donjon.

#### Autres lieux et monuments

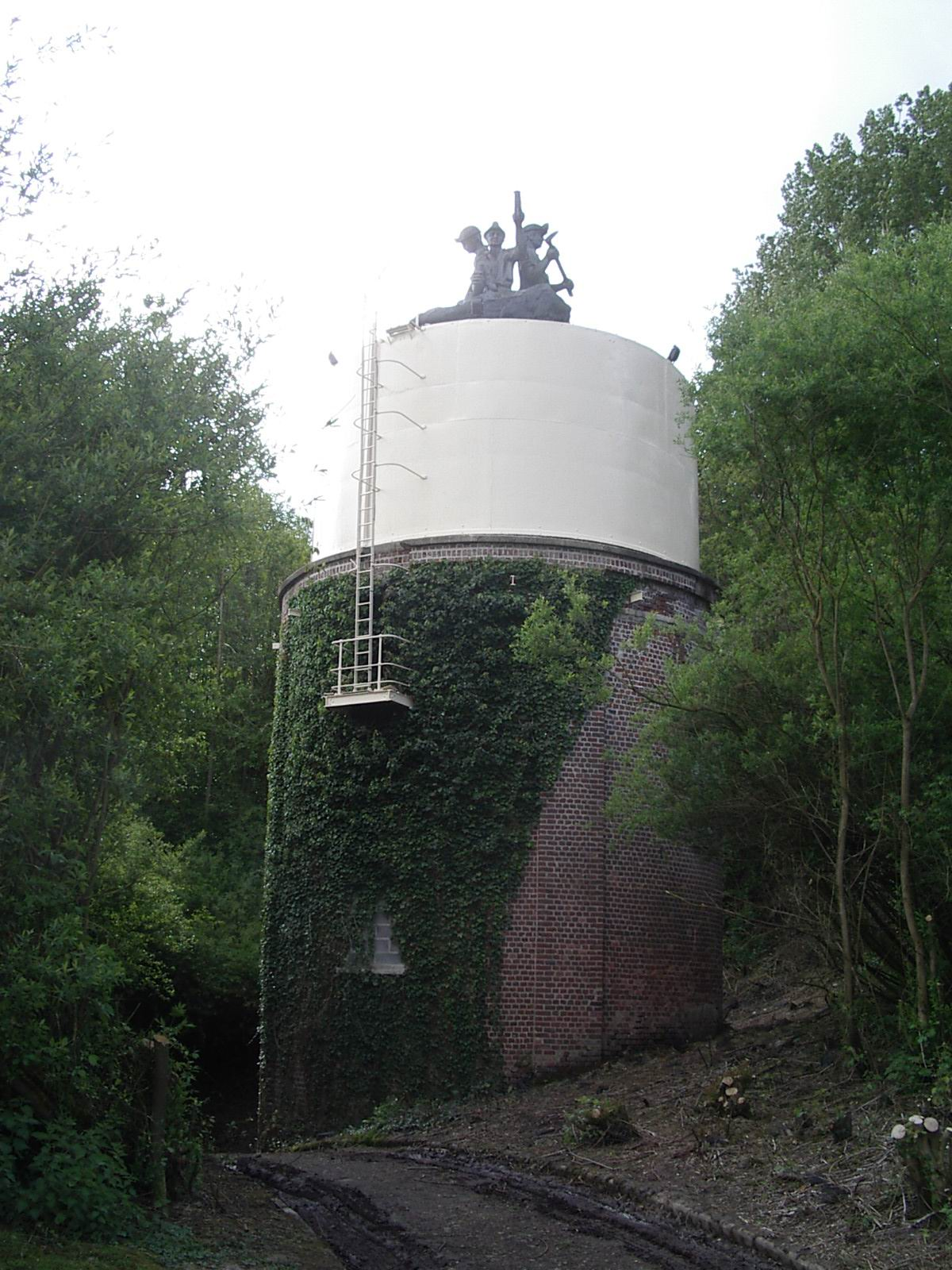
La stèle du mineur.

- L'église Saint-Martin de Bruay est mentionnée dès le XIIe siècle, la tour a été construite au XVIIIe siècle, agrandie au XIXe siècle par l'architecte néogothique Charles Leroy, architecte également de la cathédrale Notre-Dame-de-la-Treille de Lille, agrandie et rehaussée vers 1935, restaurée en 2006[137].
- Le monument aux morts[138].
- Le manoir de Ballencourt à La Buissière a été construit en 1777. Partiellement rénové, il accueille l'école de musique.
- Les bâtiments de la brasserie-malterie dite « Brasserie-malterie la Bruaysienne » datent de 1892. Ils sont placés à l'inventaire du patrimoine culturel de la France[139] comme ceux de la brasserie-malterie dite « Brasserie-malterie Dourlens »[140], de même que le jardin public dit parc de la Lawe[141].
- La chapelle Sainte-Barbe, construite en briques[142] et de style néo-roman, avec sa toiture de tuiles vernissées, est aujourd'hui désaffectée au culte et accueille des expositions et manifestations culturelles[143]. Elle desservait les cités de la fosse no 1.
- L'église Saint-Joseph de Bruay a été construite entre 1913 et 1922.
- Le stade vélodrome de La Buissière a été construit en 1925 par la Compagnie des mines de Bruay.
- Le cinéma Le Colisée, conçu par l'architecte Édouard Lardillier.

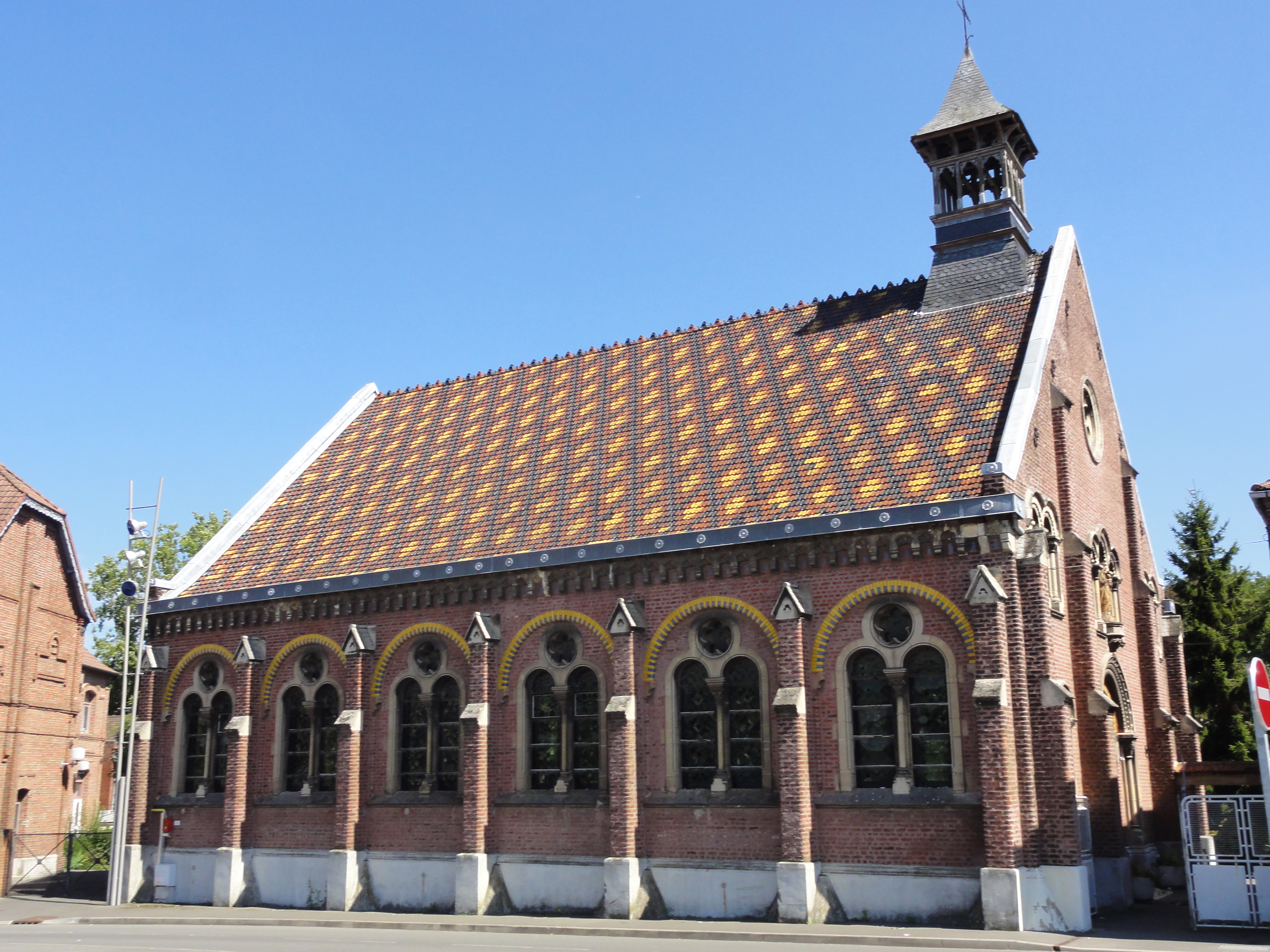
La chapelle Sainte-Barbe en 2011.

### Patrimoine culturel
L'écomusée de la mine retrace l'histoire de 1855 à 1979 d'une ancienne mine-école reconstituée. Huit années ont été nécessaires à cinq anciens mineurs, aidés de quelques jeunes, pour reconstituer l'univers du fond de la mine. Le visiteur peut y entendre le bruit du roulement des machines et les éclats de voix des mineurs. Il peut également visionner deux films : l'un sur l'exploitation du charbon ; l'autre sur la descente du Général de Gaulle au puits no 6 en 1959.
Le musée du calcul et de l'écriture (musée de J.F. Willecoq) est un musée privé. Il retrace l'histoire de l'écriture et du calcul à travers des machines d'une grande rareté et très anciennes telles que la machine à chiffre Enigma (machine allemande de codage ayant servi pendant la Seconde Guerre mondiale). Près de 600 pièces anciennes acquises au fil des années sont exposées : des machines à écrire et à calculer du XIVe au XXe siècle, des productions manuelles ayant trait aux livres anciens, aux lettres, aux écritoires, à la gravure, et des écrits d'hommes célèbres.
La Cité n°2 de Bruay-la-Buissière, ou Cité des Electriciens, est la plus ancienne cité minière du Pas-de-Calais encore visible, inscrite sur la liste des Monuments Historiques depuis 2009. Datée de la seconde moitié du XIXe siècle, la cité est habitée sans interruption jusqu'en 2013, bien qu’elle soit progressivement délaissée après 1979, alors que l’exploitation minière prend définitivement fin dans la commune. Devant la nécessité de moderniser et mettre en valeur ce patrimoine architectural, elle est réhabilitée par l’architecte Philippe Prost de 2014 à 2019. L’espace de la Cité est renouvelé et transformé en un écomusée consacré à la présentation du patrimoine industriel de la région des Hauts-de-France et de la vie dans les corons, et en un « centre culturel de rencontres », comprenant des gîtes pour touristes, des ateliers pour artistes en résidence. 

### La commune dans les arts et la culture
- 2008 : Bienvenue chez les Ch'tis, film réalisé par Dany Boon, dont une partie des scènes sont tournées à la Cité des Électriciens de Bruay-la-Buissière en mai 2007 avant la réhabilitation du lieu[146].
- 2023 : Gueules noires, film réalisé par Mathieu Turi, acteurs principaux Samuel Le Bihan, Amir El Kacem, Bruno Sanches, Philippe Torreton et Marc Riso, scènes tournées à Wallers, Oignies et Bruay-la-Buissière[147].

### Personnalités liées à la commune
- Emmanuel de Maulde (1740-1806), maréchal de camp des armées de la royauté et ambassadeur, y a ses racines : son père y est né.
- Jules Marmottan (1829-1883) - homme politique, ancien maire de Bruay, président du conseil d’administration de la Compagnie des mines de Bruay ; son fils Paul a légué à l'Académie des beaux-arts le musée Marmottan-Monet à Paris et la bibliothèque Marmottan à Boulogne-Billancourt.
- Henri Elby (1894-1974) - Sénateur du Pas-de-Calais, né à Bruay-en-Artois.
- François Wicart (1926-2015), footballeur et entraîneur français, est né à Bruay-en-Artois.
- Jean Crinon (1927-1994) - Journaliste sportif, mort à Bruay-la-Buissière.
- Marcel Wacheux (1930-2008) - Homme politique, né et mort à Bruay-en-Artois.
- Philippe Herzog (1940) - Homme politique, ancien député européen, né à Bruay-en-Artois.
- Serge Janquin (1943-2024) - Homme politique, né à Bruay-en-Artois.
- Alain Briaux (1949) - Batteur et auteur de livres d'histoires drôles, né à Bruay-en-Artois.
- Daniel Bourdon (1958) - Policier et auteur.
- Paul Descamps (1903–1942) - Houilleur à la Compagnie des mines de Bruay, fusillé le 5 novembre 1942 à Arras[148].
- Gaston Blot (1919–1942) - Accrocheur aux chemins de fer des Mines de Bruay (fosse 3), fusillé à Amiens le 7 février 1942[149].
- Télesphore Caudron (1891–1959) - Ingénieur des mines, maire de Bruay-en-Artois (1949-1959), conseiller général (1958-1959), député (1958-1959)[150].

### Héraldique
| Blason de Bruay-la-Buissière | Blason  | D'or à deux pics de mineurs d'argent passés en sautoir, soutenus d'une lampe de mineur du même; à la bordure de gueules à cinq bandes d'argent. Ornements extérieursCroix de guerre 1914-1918 Devise / CriTerre de valeurs, ville d'avenir. |
| Blason de Bruay-la-Buissière | Détails | * Ces armes emploient le terme « cousu » dans le seul but de contrevenir à la règle de contrariété des couleurs : elles sont fautives (argent sur or). Le statut officiel du blason reste à déterminer.                                     |

## Pour approfondir

### Iconographie
- Photos et témoignages de Bruaysiens, photos anciennes de la ville et de ses habitants ainsi que souvenirs de mineurs et de Bruaysiens
- Une photo de la première communion des enfants polonais, Bruay. Le Prélat Wincenty Helenowski (Gach-Helenowski; 8 mars 1893 - 23 septembre 1980) photographié assis au deuxième rang, le troisième sur la gauche (le deuxième est le prochain évêque de Kielce, Pologne, l'abbé Czesław Kaczmarek, 15 avril 1895 - 26 août 1963)

#### Bases de données, dictionnaires et encyclopédies
- Ressources relatives à la géographie :   - Insee (communes)
  - Ldh/EHESS/Cassini
- Ressource relative à plusieurs domaines :   - Annuaire du service public français
- Ressource relative aux beaux-arts :   - British Museum
- Notices dans des dictionnaires ou encyclopédies généralistes :   - Brockhaus
  - Gran Enciclopèdia Catalana
  - Internetowa encyklopedia PWN
  - Visuotinė lietuvių enciklopedija
- Notices d'autorité :   - BnF (données)
  - IdRef
  - GND
  - Espagne